# Параджанов, Сергей Иосифович
Серге́й Ио́сифович Параджа́нов (арм. Սերգեյ Փարաջանով; имя по армянской традиции Саргис Овсепи Параджанян (арм. Սարգիս Հովսեփի Փարաջանյան); укр. Сергій Йо́сипович Параджа́нов; груз. სერგეი (სერგო) ფარაჯანოვი; 9 января 1924 года, Тифлис, ЗСФСР, СССР — 20 июля 1990 года, Ереван, Армянская ССР, СССР) — советский армянский кинорежиссёр, сценарист и художник, представитель волны украинского поэтического кино, который внёс большой вклад в мировой кинематограф фильмами «Тени забытых предков» (1965) и «Цвет граната» (1968). Лауреат множества кинопремий, народный артист Украинской ССР (1990, посмертно) и Армянской ССР (1990), Национальная легенда Украины (2024, посмертно). Снимал фильмы на армянском, украинском, грузинском, русском, азербайджанском, молдавском языках.
Мировая известность пришла к Сергею Параджанову после съёмки культовых фильмов «Тени забытых предков» (1965) и «Цвет граната» (1968), благодаря которым режиссёр считается одним из основателей «новой советской волны» и «поэтического кинематографа».
Не будучи классическим диссидентом, Сергей Параджанов, однако, открыто критиковал советскую культурную политику, выступал против цензуры и судебных расправ над украинской интеллигенцией. В результате в 1974 году режиссёр по политическим мотивам повторно был осуждён по обвинению в однополых отношениях. Пробыв в тюрьме 4 года, Параджанов освободился под давлением советской творческой интеллигенции и международной кампании в этой связи.
Вернулся в кинематограф Сергей Параджанов только в 1983 году: снял ряд фильмов, в том числе «Легенду о Сурамской крепости» (1984), «Ашик-Кериб» (1988) и незаконченный фильм «Исповедь» (1990).
Помимо фильмов, Сергей Параджанов создал множество изобразительных произведений: рисунки, коллажи, инсталляции, скульптуры.

## Биография

### Детство

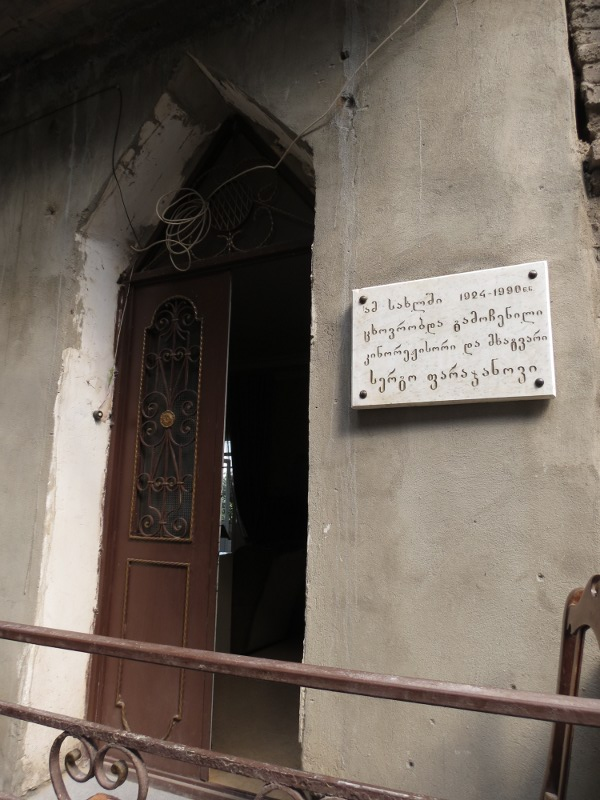
Дом семьи Параджановых. Тбилиси, ул. Параджанова (бывшая Котэ Месхи), 7

Сергей Иосифович Параджанов (Саркис Овсепович Параджанян) родился в Тифлисе (ныне Тбилиси) 9 января 1924 года в армянской семье Иосифа (Овсепа) Сергеевича (1890—1962) и Сиран (Сирануш) Давыдовны (в девичестве Бежанова, 1894—1975) Параджановых. Он был третьим ребёнком в семье после сестёр Анны и Рузанны.
Сергей Параджанов родился  в семье антиквара. Эта профессия была в семье Параджановых наследственной, и отец, Иосиф Параджанов, надеялся, что его дети продолжат дело предков. Иосиф считался одним из самых богатых людей Тифлиса в дореволюционный период. Помимо антикварного магазина, он также владел несколькими другими заведениями, в том числе публичным домом под названием «Семейный уголок». Его жена Сиран также участвовала в прибыльном бизнесе мужа, лично отбирая девушек для борделя. Девочек привезли из Франции.
В 1932—1942 годах Параджанов учился в средней мужской школе № 42 с немецким уклоном. Учился плохо, однако проявлял склонность к некоторым предметам (история, естествознание, химия, рисование). Увлекался музыкой и пением («Травиата», «Евгений Онегин»), литературой («Ашик-Гариб» и «Демон» М. Ю. Лермонтова, «Бахчисарайский фонтан» А. С. Пушкина). После окончания школы некоторое время работал на Тбилисской фабрике «Советская игрушка». Это наложило отпечаток на его дальнейшее творчество — он часто использовал кукол. Отец Сергея Параджанова занимался торговлей антиквариатом, в результате чего тот с детства хорошо разбирался в старинных вещах и приобрёл определённое эстетическое восприятие. Атмосферу своего детства Параджанов отразил в нереализованном сценарии «Исповедь», а также в фильме «Цвет граната».

### Студенческие годы
В 1942 году Параджанов поступил на строительный факультет Тбилисского института инженеров железнодорожного транспорта. Однако вскоре он оставил этот вуз и в 1943 году поступил на вокальный факультет Тбилисской консерватории. В это же время брал уроки танца при Тбилисском оперном театре имени З. Палиашвили. Во время Второй мировой войны в составе концертной группы выступал в военных госпиталях.
После войны в 1945 году Параджанов перевёлся в Московскую государственную консерваторию, учился вокалу у известного педагога Н. Л. Дорлиак. Но его привлёк кинематограф, и в 1946 году он поступил на режиссёрский факультет ВГИКа, где учился в мастерской И. А. Савченко. В период обучения Параджанова во ВГИКе этот вуз имел славу «окна в Европу». В институте преподавали такие кинематографисты, как С. М. Эйзенштейн, Г. М. Козинцев, М. И. Ромм и др. Курс Параджанова считается одним из наиболее успешных за всю историю ВГИКа, на нём учились М. М. Хуциев, В. Н. Наумов, А. А. Алов, Ю. Н. Озеров, Г. С. Габай, Г. Г. Мелик-Аваков и др. В 1948 году ученики И. А. Савченко приняли активное участие в съёмках его фильма «Третий удар». В этом же году ученики И. А. Савченко вместе с учителем приступили к работе над фильмом «Тарас Шевченко». По воспоминаниям Г. Г. Мелик-Авакова, именно Параджанов предложил на роль Шевченко тогда ещё молодого актёра С. Ф. Бондарчука.
Во время съёмок фильма Параджанов в августе уехал в Тбилиси, где был арестован по делу главы Грузинского общества культурных связей (ГОКС) Н. М. Микавы. По свидетельству Г. Г. Мелик-Авакова, это произошло в рамках разгрома этой организации, члены которой обвинялись в «идеологическом отступлении», а сам Параджанов якобы попал в поле зрения МГБ из-за предложения разрисовать стены ГОКСа фресками с изображением святых. Однако формально обвиняемым вменялись однополые отношения. Параджанов свою гомосексуальность на допросах не отрицал. 8 октября 1948 года вместе с семью другими обвиняемыми он был осуждён на закрытом судебном заседании Военным трибуналом войск МВД ГССР на 5 лет за «мужеложство». За Параджанова вступился его учитель И. А. Савченко, он также привлёк А. Е. Корнейчука, В. Л. Василевскую и Н. С. Рыбака. В результате после рассмотрения кассационной жалобы Военной коллегией Верховного суда СССР молодой режиссёр был освобождён в декабре 1948 года.
В январе 1951 года Параджанов женился на татарской девушке Нигяр Сераевой. Однако 13 февраля он сообщил друзьям, что его жена была убита своими родственниками за вероотступничество. По свидетельству друзей Параджанова, это событие стало одним из сильнейших потрясений в его жизни.
В конце 1950 года И. А. Савченко внезапно умер. Фильм «Тарас Шевченко» оказался незаконченным, и руководством было принято неожиданное решение позволить ученикам режиссёра закончить работу учителя. Фильм вышел в 1951 году. Курс Параджанова во ВГИКе возглавил А. П. Довженко. Он предложил молодому режиссёру в качестве дипломной работы экранизировать молдавскую сказку «Андриеш». Под его руководством в 1952 году был снят несохранившийся (на Youtube по состоянию на 2024 год имеется фильм 1954 года с тем же названием с указанием фамилии Параджанова) короткометражный фильм, за который Параджанов получил диплом с отличием. Это этнографическая история, отличавшаяся декоративностью изобразительного ряда, во многом определила и отразила стиль нового режиссёра. После окончания ВГИКа Параджанов был распределён в Киев.

### Киев
В 1952 году в Киеве Сергей Параджанов начал работать в качестве ассистента режиссёра В. А. Брауна на съёмках фильма «Максимка». Жил в общежитии при киностудии в одной комнате с А. А. Аловым, В. Н. Наумовым и Г. Н. Чухраем. Режиссёрский дебют Параджанова состоялся для тех времён рано: в 1954—1955 годах вместе с таким же начинающим кинематографистом Я. Л. Базеляном он снял на Киевской киностудии свою первую полнометражную картину «Андриеш», повторив сюжет дипломной работы. Однако картина не получила признания публики и критиков. В последующие годы Параджанов снял ряд документальных фильмов («Думка» (1957), «Наталия Ужвий» (1959), «Золотые руки» (1960)), а также художественных картин («Первый парень» (1958), «Украинская рапсодия» (1961), «Цветок на камне» (1962)). Однако эти киноленты, выдержанные в стиле соцреализма, не получили известности. Киноведы упрекали режиссёра в конформизме, идеологической сервильности в отношении партийного и студийного руководства, а также в поверхностности и трафаретности творческой составляющей.
В ноябре 1955 года Сергей Параджанов женился на семнадцатилетней дочери советского дипломата Светлане Щербатюк. 10 ноября 1958 года у них родился сын Сурен (1958—2021). В доме супругов Параджанов открыл своеобразный интеллектуальный салон, где бывали в гостях самые разные люди. Здесь режиссёр играл свои импровизированные спектакли, показывал отечественные и зарубежные фильмы. Тут же происходило откровенное, без идеологических купюр обсуждение художественных и общественно-политических вопросов. Уже тогда Параджанов попал в поле зрения КГБ. Жизнь супругов не заладилась. Параджанов, по наблюдениям друзей, был деспотичен в отношениях. Регулярные ссоры закончились в 1961 году разводом, хотя в последующие годы бывшие супруги продолжали сохранять близкие отношения.
В 1962 году на экраны вышел фильм А. А. Тарковского «Иваново детство», который произвёл сильное впечатление на Параджанова. Вскоре состоялось их знакомство, давшее начало близкой дружбе.

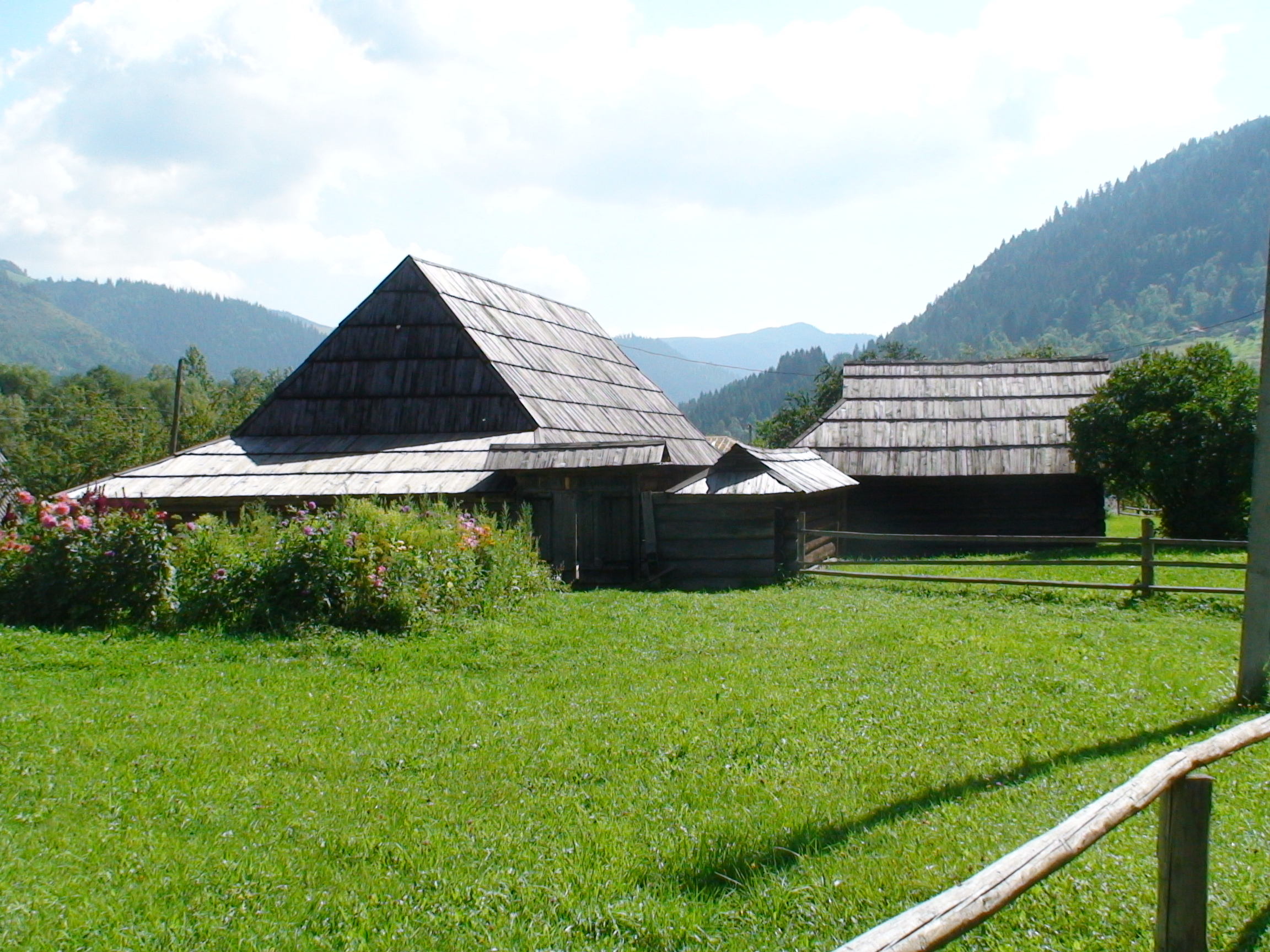
Гуцульское село Верховина. Место съёмок фильма «Тени забытых предков»

Судьба Параджанова резко изменилась в 1964 году: на Киевской киностудии он снял фильм «Тени забытых предков» по мотивам произведений М. М. Коцюбинского. Этот «эпический сказ» повествовал о жизни гуцула Ивана, о его любви к Маричке, принадлежащей к соседнему враждебному клану. В фильме поднимаются основные философские вопросы, к которым Параджанов вернётся не раз: рок, жизнь и смерть, любовь, телесное и душевное. Идею картины подсказал режиссёру его друг — художник Г. И. Гавриленко. Для съёмок фильма Параджанов отказался от студийной сервильной политики и собрал совершенно новую команду. Например, он взял на главную роль студента И. В. Миколайчука; оператором был утверждён молодой Ю. Г. Ильенко, а главной героиней — его жена, Л. В. Кадочникова, случайно встреченная на улице; художником был приглашён Г. В. Якутович. Эта кинолента стала первым самостоятельным крупным творческим успехом режиссёра. В ней впервые в полной мере проявились многие характерные черты его творчества: этнографичность, мистичность, изобразительная выразительность, живописность, пластика, образность, тонкий психологизм, ёмкая лаконичность, поэтичность. Также были применены технические новшества: смена цветных и черно-белых эпизодов, применение фильтров, эффектов соляризации, съёмка на инфракрасной плёнке и т. д. Особенностью фильма было и то, что он был выпущен на украинском языке без русского дубляжа — случай для СССР уникальный. Хотя такое решение было продиктовано художественной необходимостью (чтобы не потерять характерный гуцульский говор и связанную с ним этническую атмосферу), оно было истолковано как националистический политический жест и партийным руководством, и оппозиционной украинской интеллигенцией.
В то же время фильм стал ярким образчиком «Новой советской волны», «поэтического кинематографа». Картина вышла в прокат в 1965 году и была представлена на многих кинофестивалях, на некоторых (в том числе международных) она удостоилась премий (Фестиваля фестивалей в Риме (1965), Мар-дель-Плата (1965), Всесоюзный кинофестиваль (1966), Салоники (1966)). Имя Параджанова приобрело мировую известность. В это время значительно расширился круг его общения: он познакомился с Лилей Брик и В. А. Катаняном, В. Б. Шкловским, В. С. Высоцким, Ю. Н. Григоровичем, Г. Л. Хачатурян (которая считала его своим учителем) и др.

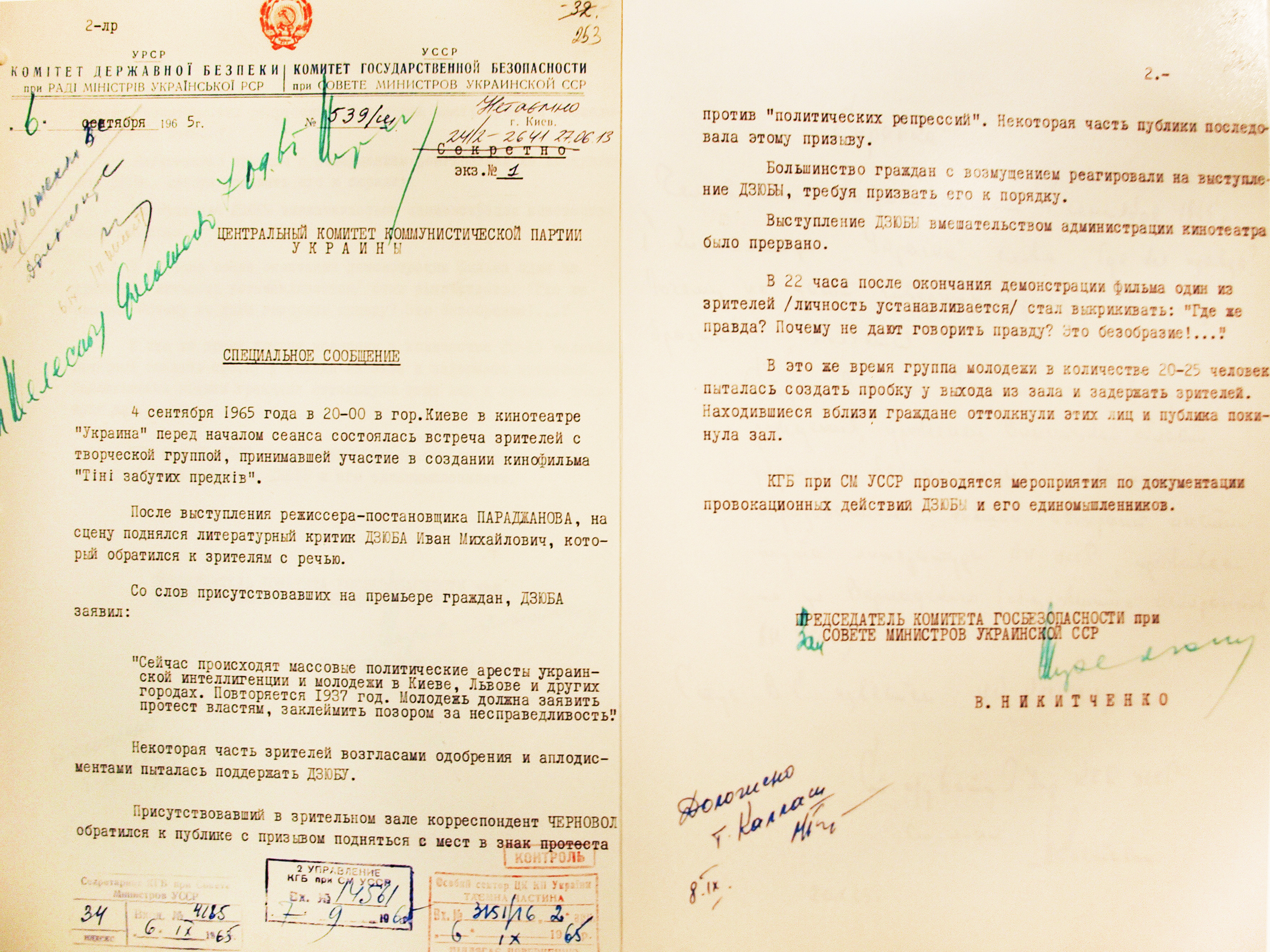
Донесение КГБ о премьере фильма

4 сентября 1965 года диссиденты И. М. Дзюба, В. М. Черновол и В. С. Стус выступили на премьере фильма «Тени забытых предков» в кинотеатре «Украина» с протестом против прошедшей накануне волны арестов представителей украинской национальной интеллигенции («шестидесятников»). Эта акция стала одним из первых публичных антисоветских выступлений в Киеве. Их поддержали многие присутствующие, в том числе М. Ф. Коцюбинская. Поддержку арестованным открыто высказывал и Параджанов.
Данное выступление обернулось новой волной репрессий. Многие представители украинской интеллигенции были уволены с работы. Параджанова не выпустили за границу на мировые премьеры фильма, а прокат самого фильма в СССР был ограничен. В конце 1965 года Параджанов подписал «письмо Дзюбы» к ЦК КПУ, в котором осуждались русификация Украины и притеснения национальной культуры.
После успеха фильма «Тени забытых предков» Сергей Параджанов замыслил снять кино совершенно иного формата. Сюрреалистичный проект картины «Киевские фрески», которая должна была рассказать о современной режиссёру украинской столице, предполагал аскетизм во всем: отказ от динамичности, от экспериментирования с техникой, от живописности кадра, даже от диалогов актёров. Съёмки были начаты 1 июня 1965 года, однако уже 1 ноября картина была закрыта. Руководство обвинило Параджанова в «мистически-субъективном отношении к современной действительности». Но Параджанов не отказался от своей задумки. По совету своего друга В. Б. Шкловского он решил перенести действие нового фильма-«фрески» из современности в прошлое, а конкретно — снять историю жизни армянского поэта Саят-Новы. Параджанов написал предложение на киностудию в Ереван, где оно было принято.

### Ереван
12 апреля 1966 года Сергей Параджанов уехал в Ереван и приступил к работе над фильмом «Сая́т-Нова́». В сценарии к нему он реализовал свои предыдущие задумки: лаконичность, скупость средств выражения, практически полное отсутствие речи. При этом одновременно фильм наполнился этнографичностью, психологизмом, символизмом и аллегориями. Режиссёр, как и прежде, поднял глубинные философские вопросы: жизнь и смерть, любовь, плотское и духовное, путь поэта.
В этом же году неоднозначный сценарий получил одобрение Госкино СССР, что некоторые киноведы связывают с ещё бытовавшими тогда либеральными порядками хрущёвской оттепели. В 1967 году фильм «Саят-Нова» был запущен в производство на киностудии «Арменфильм». В ходе подготовки к съёмкам весной были созданы две короткометражки: «Страсти по Саят-Нове» и «Акоп Овнатанян» (об армянском художнике). В августе после многих производственных проблем начались съёмки фильма «Саят-Нова».
В это же время Параджанов выступил в поддержку Тарковского в связи с цензурой его фильма «Андрей Рублёв». Весной 1968 года он присоединился к обращению «Письма-протеста 139», в котором представители интеллигенции, обращаясь к руководству страны, выступили против происходивших на Украине политических судебных процессов. При этом Параджанов настоял, чтобы его фамилия шла первой в списке подписантов.
Осенью 1968 года фильм «Саят-Нова» в черновом монтаже был представлен художественному совету студии «Арменфильм», а затем Госкино СССР. Премьера цензорам совпала с периодом реакции на ввод советских войск в Чехословакию для подавления «Пражской весны». Параджанов подвергся жёсткой критике, его обвинили в порнографии и мистицизме. В картину были внесены многочисленные цензурные правки. Чиновники обвинили Параджанова в грубом искажении образа Саят-Новы и потребовали убрать его имя, в результате чего фильм обрёл новое название «Цвет граната». После этого картина была формально допущена к прокату, но только на территории Армении. Во всесоюзный прокат фильм вышел позднее в монтажной версии С. И. Юткевича, которая была негативно оценена автором.

### Возвращение в Киев
В 1969 году Сергей Параджанов вернулся в Киев, однако снимать кино ему не давали. Начался «сценарный период» его творчества. В это время Параджанов написал сценарии для автобиографии «Исповедь», «Ара Прекрасный» (о легендарном армянском царе и ассирийской правительнице Семирамиде, страстно в него влюбившейся), «Давид Сасунский» (на основе армянского эпоса о богатырях), «Дремлющий дворец» (по мотивам пушкинского «Бахчисарайского фонтана»), «Демон» (по одноименной лермонтовской поэме), «Икар», «Золотой обрез» и другие.
В 1970 году Параджанов снова обратился к творчеству М. М. Коцюбинского. Он написал сценарий «Интермеццо» по одноименной автобиографической новелле украинского классика. Режиссёр хотел создать не историю — жизнеописание писателя, а раскрыть его внутренний мир, как в фильме «Саят-Нова». Картина вначале была принята к производству, однако вскоре сценарий подвергся серьёзной критике со стороны как литераторов, так и украинского партийного руководства, обвинивших Параджанова в «искажении образа классика», отсутствии освещения революции и увлечении «антикварными аксессуарами». В это же время к власти в УССР пришёл В. В. Щербицкий, который, по ряду свидетельств, лично недолюбливал режиссёра. 1 декабря 1971 года на творческой встрече в Минске после показа студентам фильма «Цвет граната» Сергей Параджанов раскритиковал советское партийное и кинематографическое руководство, выступил в поддержку Тарковского и с осуждением цензуры. Об этом демарше было доложено председателю КГБ Ю. В. Андропову, а тем, в свою очередь, ЦК КПСС, и в феврале 1972 года подготовка к съёмкам фильма «Интермеццо» была остановлена, а сам режиссёр попал в опалу.
В 1973 году Сергей Параджанов, опять по совету В. Б. Шкловского, создал проект новогоднего фильма «Чудо в Оденсе» по мотивам сказок Андерсена. Друзья-сценаристы решили воспользоваться конкуренцией Госкино СССР и Гостелерадио СССР и под прикрытием соавторства пролоббировать съёмку фильма для телевидения, остро нуждавшегося в заполнении эфира. Эта затея практически удалась, и в декабре 1973 года сценарий «Чуда в Оденсе» по заказу творческого объединения «Экран» был запущен на киностудии «Арменфильм» (киностудии прибалтийских республик отказались от сотрудничества с «проблемным» режиссёром). Однако работа прервалась из-за внезапного ареста Параджанова.

### Уголовное преследование
5 февраля 1973 года председатель украинского КГБ В. В. Федорчук направил первому секретарю ЦК КПУ В. В. Щербицкому «информационное сообщение», в котором указал, что Параджанов пытался заступиться за диссидента И. М. Дзюбу. В более поздних записках говорилось, что режиссёр открыто критиковал советскую власть, призывал «вырыть могилу соцреализму» и «выгнать красных комиссаров из кино», «клеветал о притеснениях свободы творчества». Председатель КГБ особо отмечал дружбу Параджанова с украинскими писателями-диссидентами И. М. Дзюбой, Е. А. Сверстюком, И. А. Светличным, Н. К. Холодным и другими, а также то, что режиссёр пытался организовать массовые протесты против развёрнутых в 1972—1973 годах политических судебных процессов над ними.
В декабре в Москве на похоронах художника Я. Н. Ривоша Параджанов произнес очередную «крамольную» речь.
В результате Параджанов не успел уехать на съёмки своего нового фильма в Армении — 17 декабря 1973 года во время визита к больному брюшным тифом сыну в Киев он был арестован и помещён в Лукьяновскую тюрьму. Параджанову были предъявлены обвинения в «совращении мужчин» и «организации притона разврата».
Историки и биографы режиссёра отмечают явный политический характер этого судебного процесса. Они, не отвергая гомосексуальности Параджанова, указывают на необычайную скорость следствия, слабость и нестыковки его доказательной части. Так, расследование было начато младшим лейтенантом Артёменко, вопреки процессуальным нормам, на основании зарегистрированного 9 декабря анонимного доноса, в котором режиссёр обвинялся в гомосексуальных связях. Как донос попал в милицию, неизвестно, а личность его автора следствию установить «не удалось». В результате подтвердившихся фактов Артёменко написал датированный 12 декабря рапорт о возбуждении уголовного дела. При этом резолюция полковника Хряпы на данном рапорте датирована 11 декабря. Уже 13 декабря был найден первый пострадавший — некий механик А. Воробьёв, который дал показания о якобы имевшем месте изнасиловании его Параджановым. В этот же день дали показания 21-летний актёр Ф. Десятник и архитектор М. И. Сенин, потом добавились свидетельства И. Пискового и студента В. Паращука. 16 декабря М. И. Сенин, приходившийся сыном экс-члену ЦК КПСС И. С. Сенину, покончил жизнь самоубийством, не выдержав давления следователя. Через некоторое время дело было передано от следователя УВД следователю по особо важным делам при прокуроре УССР Е. В. Макашову. Он добавил режиссёру обвинения в порнографии и спекуляции, а также предложил ему принести «покаяние», обещая смягчение приговора. На следствии Параджанов свою бисексуальность не скрывал, но эпизод изнасилования отрицал. 9 апреля прокурор УССР Ф. К. Глух утвердил обвинительное заключение и направил его в Киевский областной суд.
25 апреля 1974 года после двух дней закрытого заседания Киевский областной суд приговорил Сергея Параджанова к пяти годам заключения в лагере строгого режима с конфискацией личного имущества: один год по ст. 121, ч. 1 («мужеложство»), один год по ст. 211 («порнография»), 5 лет по ст. 121, ч. 2. («мужеложство с применением насилия»). Арестованные вместе с режиссёром В. Кондратьев (на которого указал покончивший с собой М. И. Сенин) и И. Писковой были приговорены к году условно с испытательным сроком на 3 года.

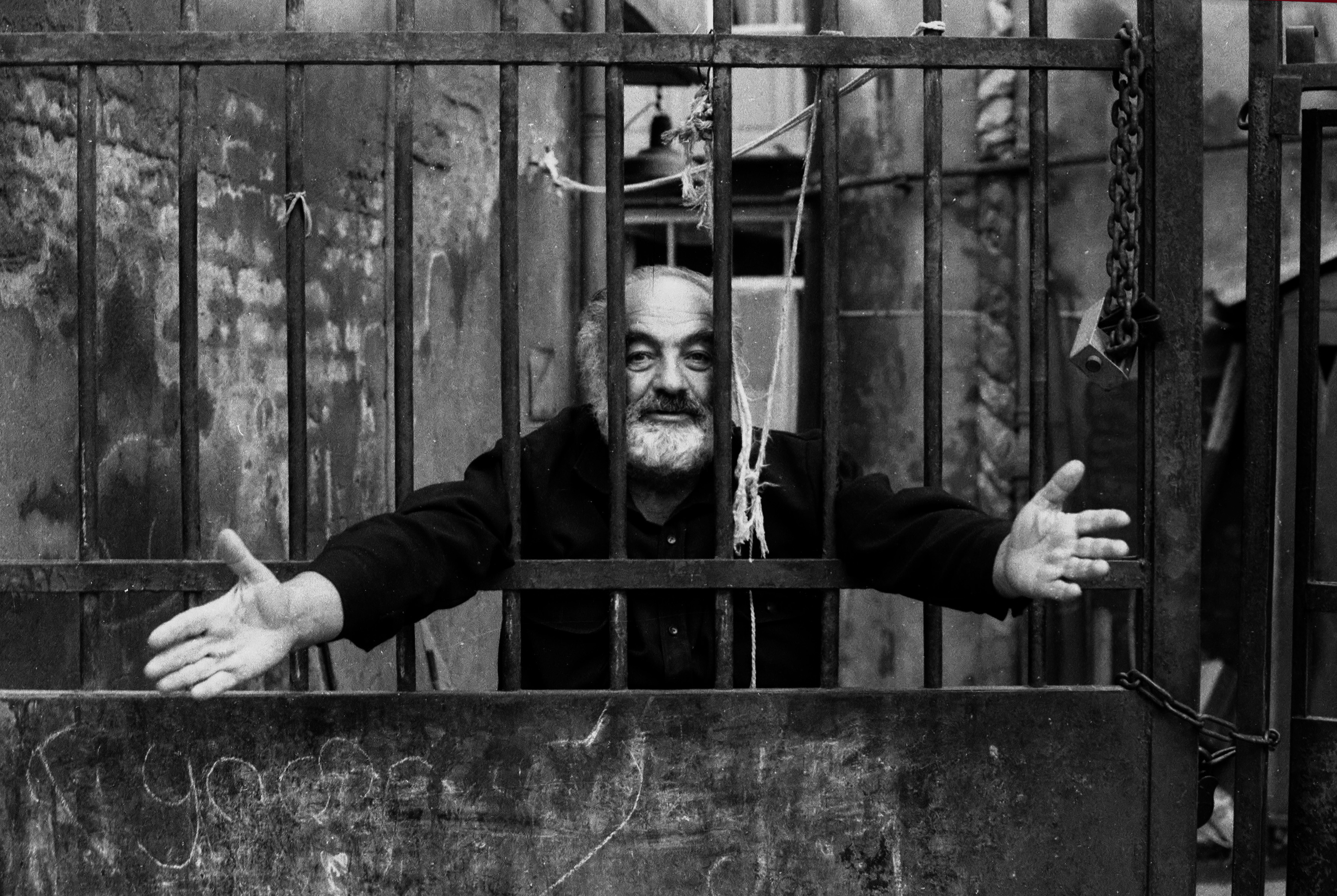
Сергей Параджанов. Постановочная фотография «За решёткой», 1984 год

Параджанов был этапирован в Ладыжинскую исправительную колонию (Винницкая область, село Губник). В тюрьме он подвергался жестоким пыткам, поскольку в лагерной кастовой системе его гомосексуальность подразумевала самый унижаемый статус парии, «опущенного». В письме своему другу режиссёру Р. Г. Балаяну Параджанов писал: «Рома! Прочти, пожалуйста, Корнея Чуковского третий том — Оскар Уайльд, — ты всё поймешь. Прочти два раза и дай прочесть Светлане. Это просто страшно — аналогия во всём…». В письме племяннику Георгию: «…Часто пухну от голода. Лиля Брик прислала мне колбасу салями, конфеты французские. Всё съели начальник зоны и начальник режима, я же нюхал обёртки. Работаю уборщиком в цехе. Недавно кто-то специально залил водой цех. Всю ночь, стоя в ледяной воде, вёдрами выгребал воду. Харкаю кровью. Неужели это мой конец? Я скучаю по свободе. Где я — это страшно!». Из-за издевательств Параджанов совершил попытку самоубийства. В тюрьме режиссёр заболел сахарным диабетом. Затем началась череда изнурительных переводов из лагеря в лагерь: Стрижавская ИК, Перевальская ИК. Параджанов тяжело переживал случившуюся в 1975 году смерть матери. Из лагеря он вёл переписку не только с родными, но и с Тарковским, Михаилом Вартановым, Лилей Брик и т. д. Постепенно режиссёр освоился в тюрьме и даже приобрёл некоторый «авторитет», связанный с его творческим талантом. Параджанов продолжал в тюрьме свои художественные поиски: делал различные рисунки и поделки, нарисовал серии иллюстраций «Евангелие от Пазолини» (посвятив её убитому коллеге, творчество которого высоко ценил), «Джоконда» (интерпретации картины Леонардо да Винчи), написал ряд новелл, легших в основу сценария фильма «Лебединое озеро. Зона».
Во время и после суда над Параджановым поднялась широкая общественная кампания за его освобождение. Её поддержали многие известные люди: А. А. Тарковский, В. Б. Шкловский, Л. Ю. Брик, Ю. В. Никулин, С. А. Герасимов, Л. А. Кулиджанов, Эльдар и Георгий Шенгелая, Софико Чиаурели, М. М. Вартанов, Франсуа Трюффо, Жан-Люк Годар, Федерико Феллини, Лукино Висконти, Роберто Росселлини, Микеланджело Антониони, Тонино Гуэрра, Луис Буньюэль, Ален Рене, Луи Маль, Коста-Гаврас, Бернардо Бертолуччи, Карлос Саура, Роберт де Ниро, Берт Ланкастер, Джин Келли, Джон Апдайк, Ирвинг Стоун и другие. Однако власти игнорировали эти обращения. Считается, что в итоге ведущую роль в освобождении Параджанова сыграла Лиля Брик. Её родная сестра, французская писательница Эльза Триоле, была замужем за французским писателем Луи Арагоном, пользовавшимся в СССР большим авторитетом, однако критиковавшим его за тоталитаризм. По просьбе Лили Брик он согласился в 1977 году посетить Москву и принять орден Дружбы народов. Во время визита Луи Арагон лично попросил Л. И. Брежнева освободить Параджанова. В результате режиссёр был выпущен на свободу за год до конца срока. Ему было запрещено жить в Москве, Киеве, Ленинграде и Ереване, поэтому он уехал в родной Тбилиси.

### Жизнь в Тбилиси
В Тбилиси Сергей Параджанов поселился в доме детства. Первым делом он посетил могилу матери, с которой не успел проститься. В своём доме Параджанов снова открыл своеобразный салон, где постоянно были гости и происходили творческие вечера, где он поражал людей ежедневными «представлениями-шоу». Он также продолжил свои художественные поиски, создавая коллажи, инсталляции, кукол, аксессуары, скульптуру и т. д. Параджанов возвратился и к написанию сценариев, однако их никто не рассматривал. В 1978 году он обратился к руководству «Арменфильма» с просьбой реализации проектов «Ара Прекрасный» или «Давид Сасунский», однако ответа не последовало. Жил режиссёр на средства, вырученные от продажи антиквариата.
31 октября 1981 года, находясь в Москве, Параджанов выступил в театре на Таганке на обсуждении скандального спектакля гонимого тогда Ю. П. Любимова «Владимир Высоцкий». В своей речи он опять подверг критике власть и её культурную политику. В январе 1982 года в Тбилиси приехал опальный Тарковский — это была последняя встреча друзей. Позднее, в 1984 году, и Тарковский, и Любимов вынуждены были покинуть СССР.
В результате Параджанов снова попал в поле зрения КГБ. Было открыто дело якобы о даче им в 1978 году взятки при поступлении племянника Георгия в Тбилисский театральный университет. Следователи стали вымогать у режиссёра взятку за якобы закрытие расследования. 11 февраля 1982 года при попытке передачи денег Сергей Параджанов был опять арестован и помещён в Ортачальскую тюрьму. Новый арест вызвал большой резонанс, последовали ходатайства об освобождении от известных деятелей культуры: А. А. Тарковского, Михаила Вартанова, Беллы Ахмадулиной, Резо Чхеидзе, Тенгиза Абуладзе, Эльдара и Георгия Шенгелая, Софико Чиаурели, Тонино Гуэрра, Микеланджело Антониони, Федерико Феллини и других. В результате, пробыв в тюрьме 9 месяцев, 5 октября на последнем судебном заседании Параджанов получил условный срок и был освобождён в зале суда.

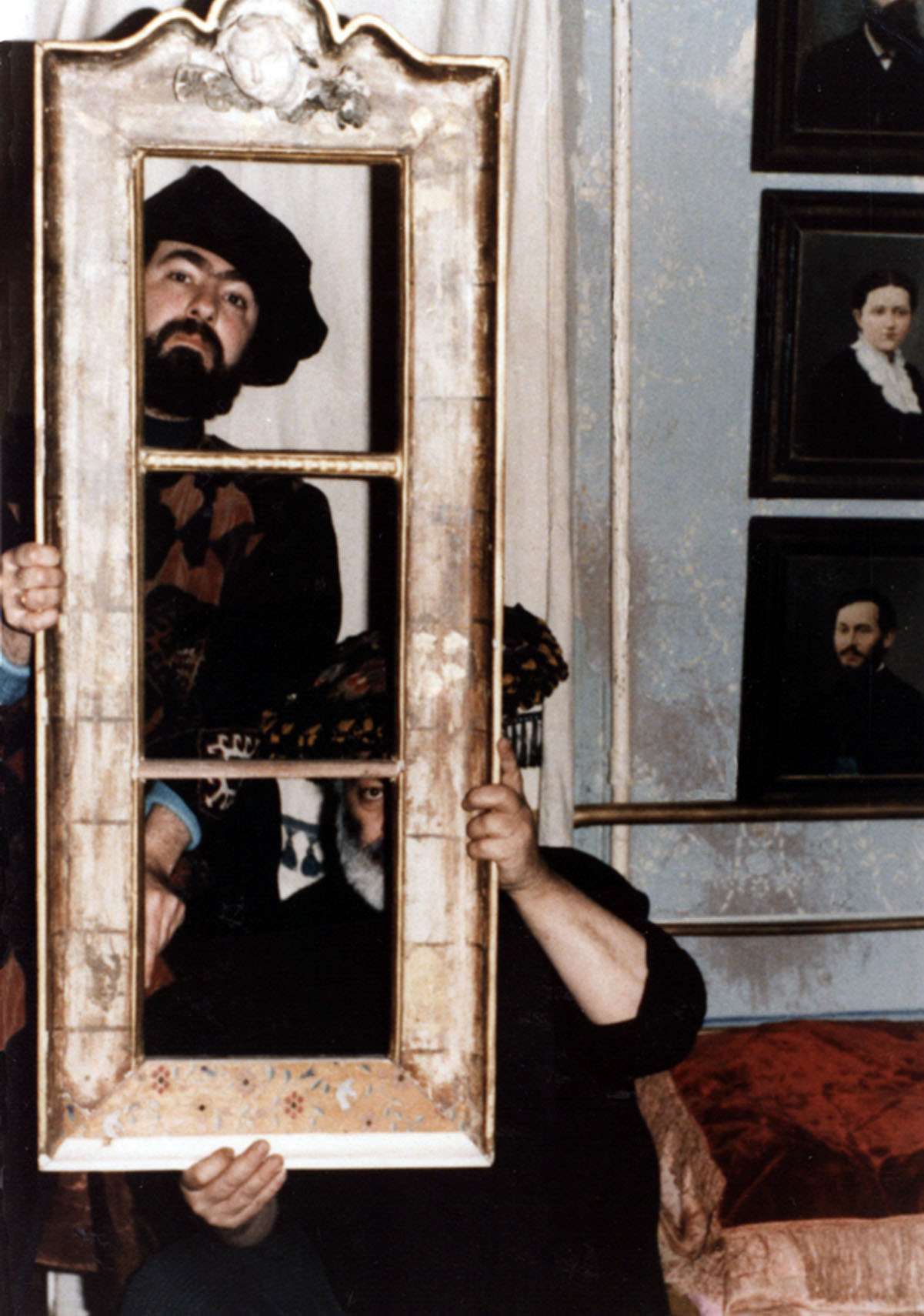
Параджанов и Л. Г. Мкртчян

После этого жизнь Сергея Параджанова неожиданно изменилась. Заступничество итальянского литератора Тонино Гуэрра и грузинского режиссёра Резо Чхеидзе перед первым секретарём ЦК КПГ Э. А. Шеварднадзе не только привело к освобождению режиссёра, но и вновь открыло ему путь в кинематограф. 15 сентября 1983 года на студии «Грузия-фильм» состоялась защита проекта фильма «Легенда о Сурамской крепости» по мотивам повести Д. Г. Чонкадзе. Чтобы не вызывать недовольства Москвы, режиссёром картины был номинально объявлен Д. И. Абашидзе, а в его «помощники» утверждён Параджанов. Картина, сценарий которой был значительно переписан режиссёром, повествует о развитии, смысле жизни, расплате и саморазрушении, покаянии, самопожертвовании и гражданском долге. Съёмки состоялись в 1984 году, а в 1985 году прошли премьеры в Москве (в ЦДК) и Ереване. Фильм был представлен на ряде международных кинофестивалей и получил мировое признание.
В 1985 году в СССР была провозглашена перестройка. В этом году Параджанов снял короткометражный художественно-документальный фильм «Арабески на тему Пиросмани», повествующем об известном грузинском художнике. Однако вскоре режиссёр подвергся острой критике грузинских националистов за «искажение образа Пиросмани и национальных традиций» в фильме «Легенда о Сурамской крепости».
В декабре в гости к режиссёру приехал американский поэт, основатель битничества Аллен Гинзберг.
В 1986 году Параджанов приступил к работе над сценарием «Мученичество Шушаник» (по мотивам произведения Иакова Цуртавели), создал серию эскизов для постановки «Гамлета», написал сценарий «Сокровища горы Арарат».
В 1987 году в Союзе кинематографистов Грузии состоялась первая выставка живописных работ Сергея Параджанова «Бал в мастерской кинорежиссёра», которая имела большой успех. В 1988 году выставка прошла и в Ереване, в Музее народных искусств. Как её итог, было принято решение о создании Музея Параджанова в Ереване.

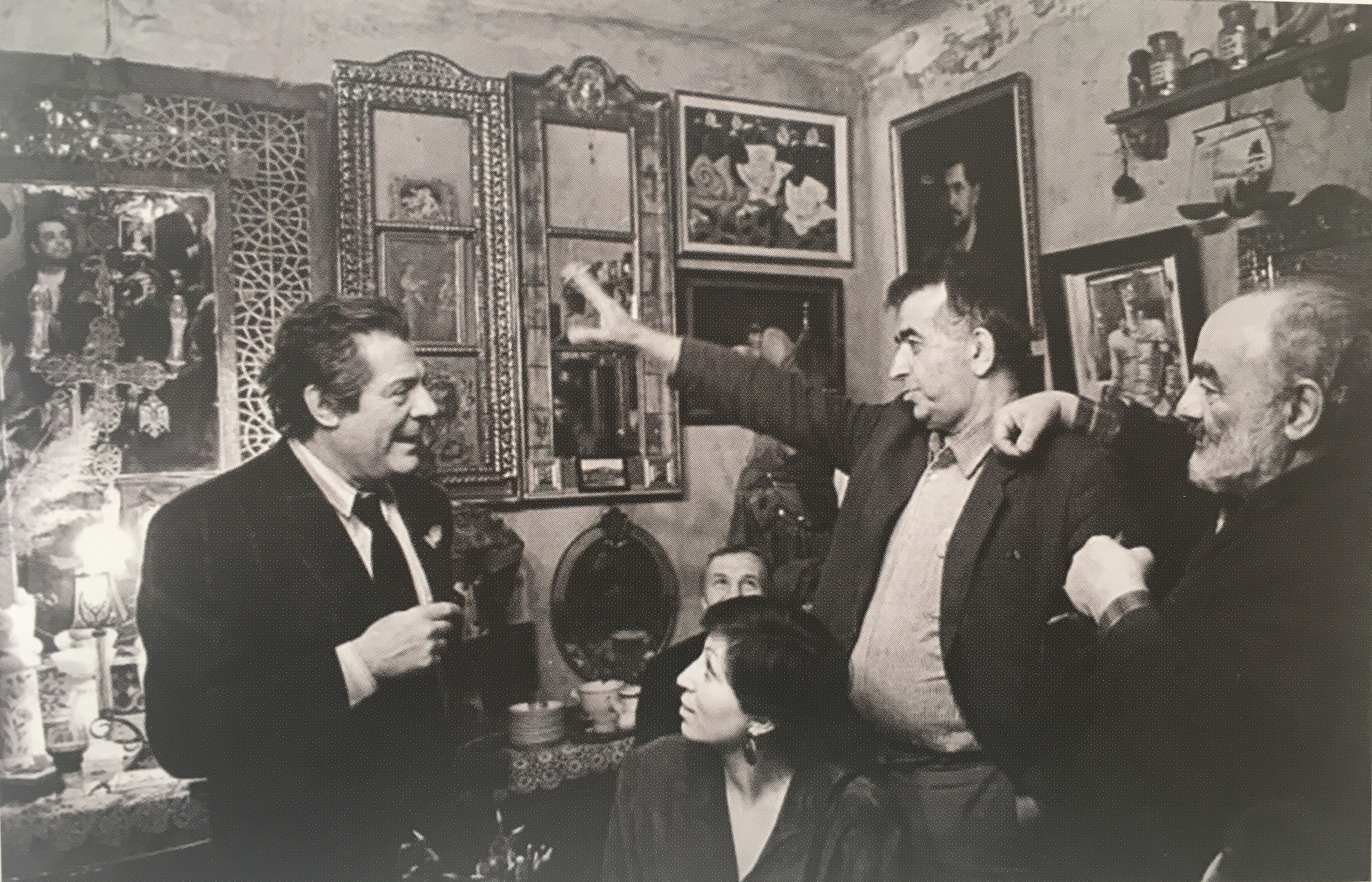
Марчелло Мастроянни в гостях у Параджанова в Тбилиси

В 1987 году Параджанов приступил к работе над фильмом «Ашик-Кериб» по мотивам сказки М. Ю. Лермонтова. Первоначально режиссёр собирался экранизировать другое его произведение, сценарий по которому написал ещё в 1960-х («Демон»). Однако в ходе подготовки планы поменялись. Эту фантасмагоричную сказку о трудном жизненном пути художника Параджанов посвятил памяти своего друга Тарковского, умершего в эмиграции.
В 1987 году Параджанов принял участие в Роттердамском кинофестивале, где ему был вручён приз за лучший инновационный фильм. В этом же году посетил Мюнхен, Венецию и Нью-Йорк. Гостями его дома в Тбилиси были Марчелло Мастроянни, Ив Сен-Лоран и другие. К Параджанову приходит мировая слава. В апреле 1989 года на Стамбульском кинофестивале он получил за фильм «Ашик-Кериб» Почётный приз жюри, в своей речи он выступил за мир и дружбу между армянами и азербайджанцами, против разгорающегося карабахского конфликта. В этом же году Юрий Ильенко снял по совместному сценарию с Параджановым фильм «Лебединое озеро. Зона» по мотивам новелл, посвящённых тюремному заключению режиссёра.

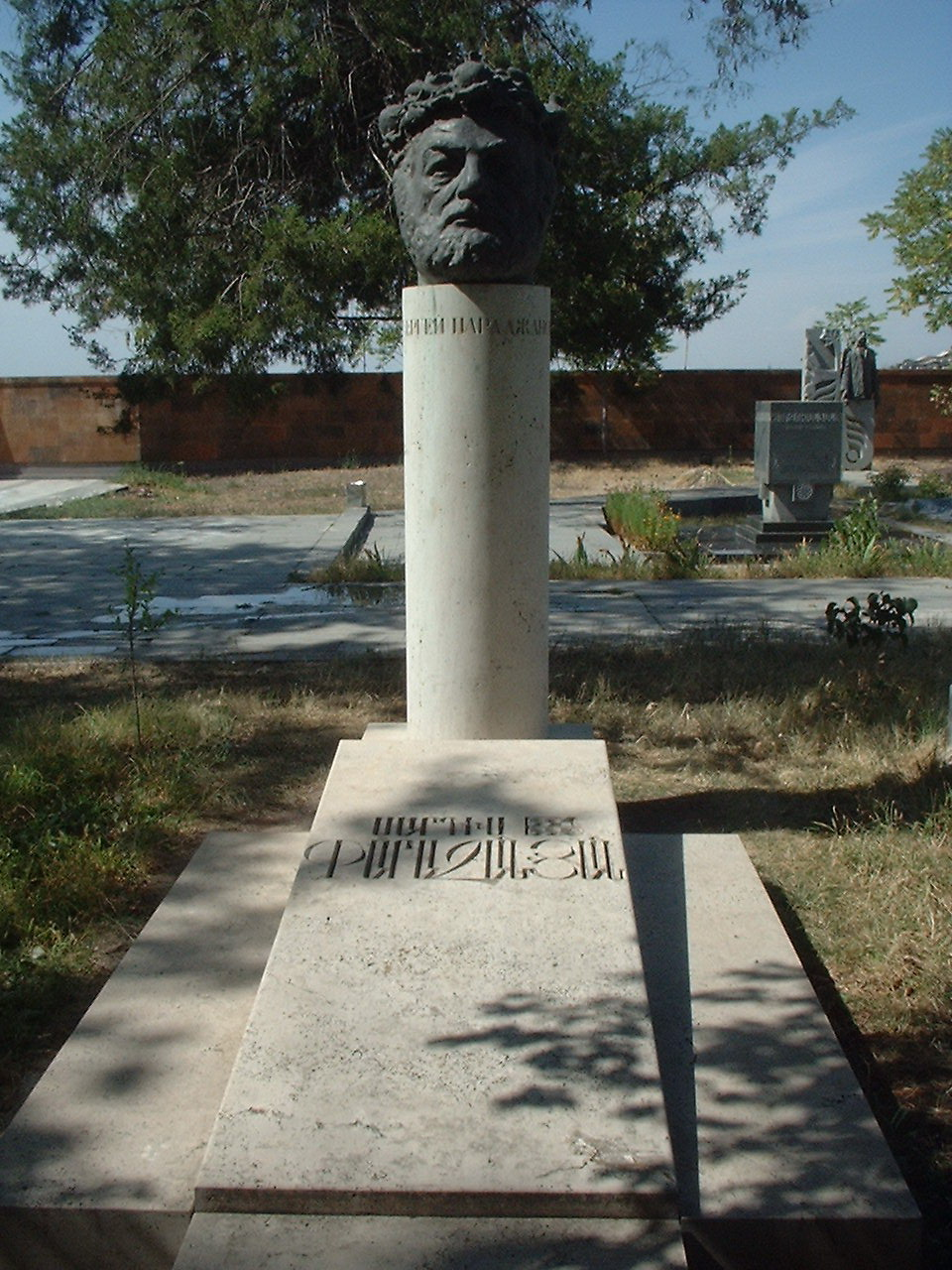
Могила в Пантеоне Комитаса. Скульптор Ара Шираз

В 1989 году Фрунзе Довлатян предложил Параджанову работу на киностудии «Арменфильм». В результате 7 июня состоялся первый день съёмок параджановского фильма-автобиографии «Исповедь», сценарий к которому был начат ещё в 1969 году. Было отснято 300 метров рабочей плёнки. Этот день оказался последним съёмочным днём в жизни режиссёра — на следующий день он начал кашлять кровью. Параджанову диагностировали рак лёгких, он был госпитализирован и прооперирован в Москве, однако опухоль дала метастазы. Режиссёр возвратился в Тбилиси, где состояние его постепенно ухудшалось. Ему поступали различные предложения и приглашения, однако сил у него оставалось мало. В конце года Параджанов всё-таки поехал на кинофестиваль в Лиссабон. Оттуда он возвратился уже в Ереван, в дом своей университетской подруги Галины Мисакян, которая стала ухаживать за ним. 27 февраля Параджанову было присвоено звание народного артиста Украинской ССР, 19 июня — народного артиста Армянской ССР. 22 мая по приглашению президента Франции Франсуа Миттерана режиссёр вылетел для лечения в Париж (хотя опасался этого, поскольку его друг Тарковский умер от рака лёгких именно в этом городе). Однако спасти Параджанова было уже невозможно — состояние его стремительно ухудшалось. 20 июля медицинский борт доставил режиссёра из Парижа в Ереван, где он умер в тот же день в республиканской больнице.
Прощание с Параджановым прошло 25 июля в Армянском театре оперы и балета. Похоронен после многотысячного шествия в Пантеоне парка имени Комитаса.
20 декабря 2023 года Сергей Параджанов был реабилитирован Национальной комиссией по реабилитации (Украина) по запросу Украинского института национальной памяти.

## Творческое наследие

### Фильмография

#### Режиссёр
- 1951 — «Тарас Шевченко» (как один из учеников И. А. Савченко, после его смерти)
- 1951 — «Молдавская сказка/Андриеш» (утерян)
- 1954 — «Андриеш»
- 1957 — «Думка»
- 1958 — «Первый парень»
- 1959 — «Наталия Ужвий»
- 1960 — «Золотые руки»
- 1961 — «Украинская рапсодия»
- 1962 — «Цветок на камне»
- 1964 — «Тени забытых предков» («Огненные кони» в иностранном прокате)
- 1965 — «Киевские фрески» (не окончен)
- 1967 — «Страсти по Саят-Нове»
- 1967 — «Акоп Овнатанян»
- 1968 — «Дети — Комитасу» (утерян[38])
- 1968 — «Цвет граната» («Саят-Нова» изначально)
- 1984 — «Легенда о Сурамской крепости»
- 1985 — «Арабески на тему Пиросмани»
- 1988 — «Ашик-Кериб»
- 1990 — «Исповедь» (не окончен, негатив сохраняется в фильме "Параджанов: Последняя весна)

#### Сценарист
- 1964 — «Тени забытых предков»
- 1965 — «Киевские фрески»
- 1968 — «Цвет граната»
- 1969 — 1989 — «Исповедь»
- 1969 — «Дремлющий дворец»
- 1970 — «Икар»
- 1970 — «Золотой обрез»
- 1970 — «Интермеццо»
- 1971 — «Демон»
- 1972 — «Давид Сасунский»
- 1972 — «Ара Прекрасный»
- 1973 — «Чудо в Оденсе»
- 1986 — «Мученичество Шушаник»
- 1986 — «Сокровища горы Арарат»
- 1989 — «Этюды о Врубеле»
- 1990 — «Лебединое озеро. Зона» (составлен Ю. Ильенко по магнитофонным записям лагерных рассказов, им же придумано название и в 1990 снят фильм)[39]

Наследие Параджанова составляют также нереализованные сценарии. Часть их опубликована в книгах:
- Параджанов С. И.. Исповедь / сост. Кора Церетели. — СПб.: Азбука, 2001. — 654 с. — (Наследие). — 7000 экз. — ISBN 5-267-00292-5.
- Параджанов С. И.. Дремлющий дворец: Киносценарии / сост. Корина Церетели. — СПб.: Азбука-классика, 2006. — С. 224. — 5000 экз. — ISBN 5-352-00736-7.
- Параджанов С. И. Сокровища у горы Арарат / сост. Виген Бархударян и Вероника Журавлёва. — Ереван: Коллаж, 2018. — 536 с. — ISBN 978-9939-855-63-9.

### Художник
Сергей Параджанов оставил после себя большое количество художественных работ: рисунков, коллажей, ассамбляжей, инсталляций, мозаик, кукол, шляп, картин, скульптур и других поделок. Многие из этих были переданы и хранятся в Доме-музее в Ереване. Другие находятся в частных собраниях. Так, в 2017 году коллаж из серии «Мона Лиза» был продан на аукционе за 440 тысяч рублей.
Искусствоведы выделяют три периода изобразительного творчества Параджанова. Первый, дотюремный, приходится на 60-е годы, когда художник делает свои первые мозаики, плоские и объёмные коллажи, керамические работы. Из них получили известность серия произведений на керамике, посвящённая Пазолини и его фильмам, эскизы к спектаклю «Гамлет», коллаж «Голгофа» и прочие. Второй период — тюремный (1973—1977 годы): к нему в основном относятся рисунки карандашом и шариковой ручкой. Наиболее известные работы: «тюремные марки», талеры из крышек, «Евангелие от Пазолини», серии «Джоконда», «Перечень отобранного имущества», «Притча о сыне», коллажи на конвертах, «Цветы из зоны». Третий, самый насыщенный, — послетюремный. Сам Параджанов называл свои коллажи «спрессированными фильмами»: в них он был свободен от цензуры и запретов властей, ограничивавших его в фильмах настоящих. Мультипликатор Юрий Норштейн отмечал: «Параджанов материализовал дух. Вот ключ к пониманию работ художника».

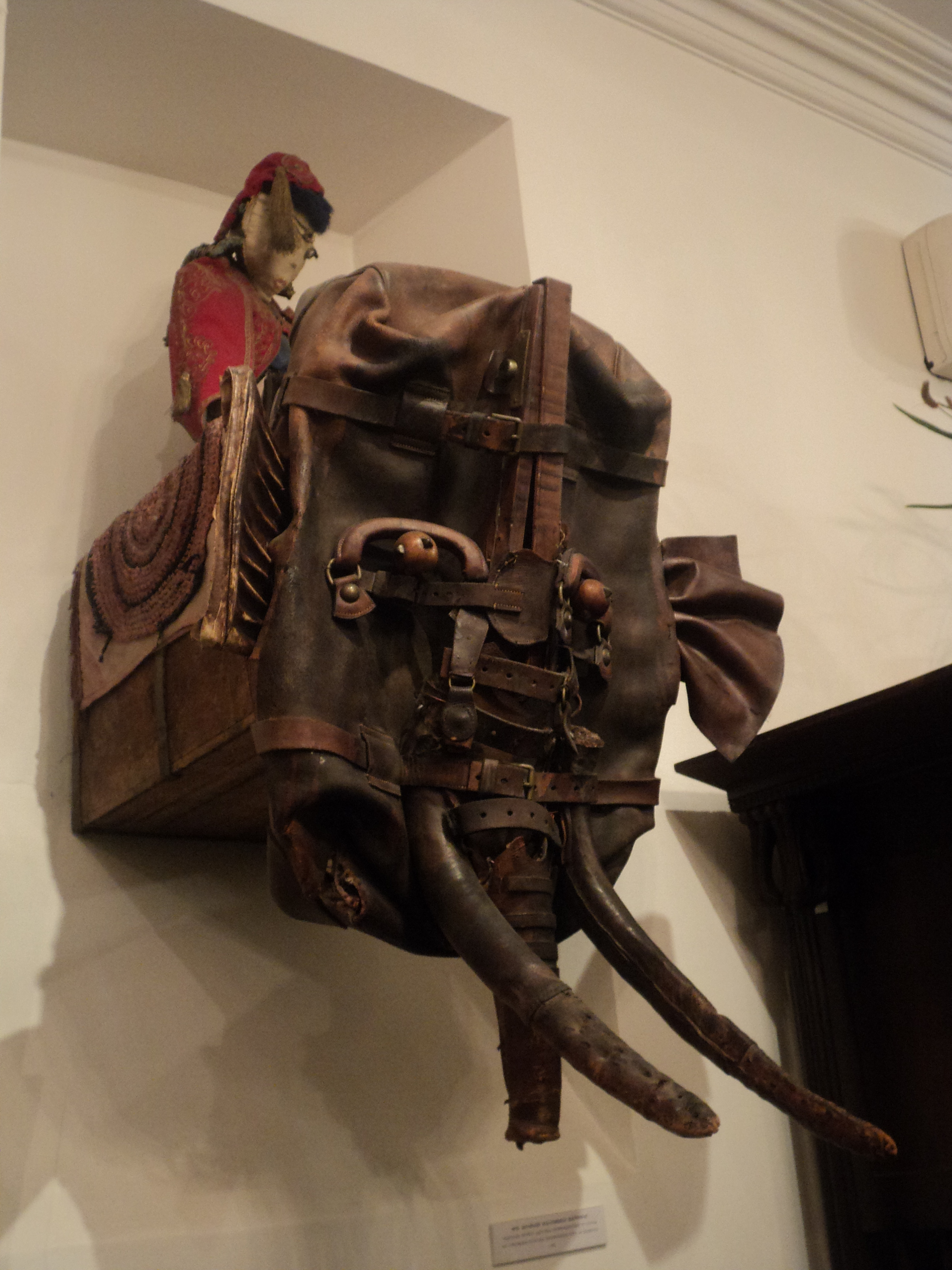
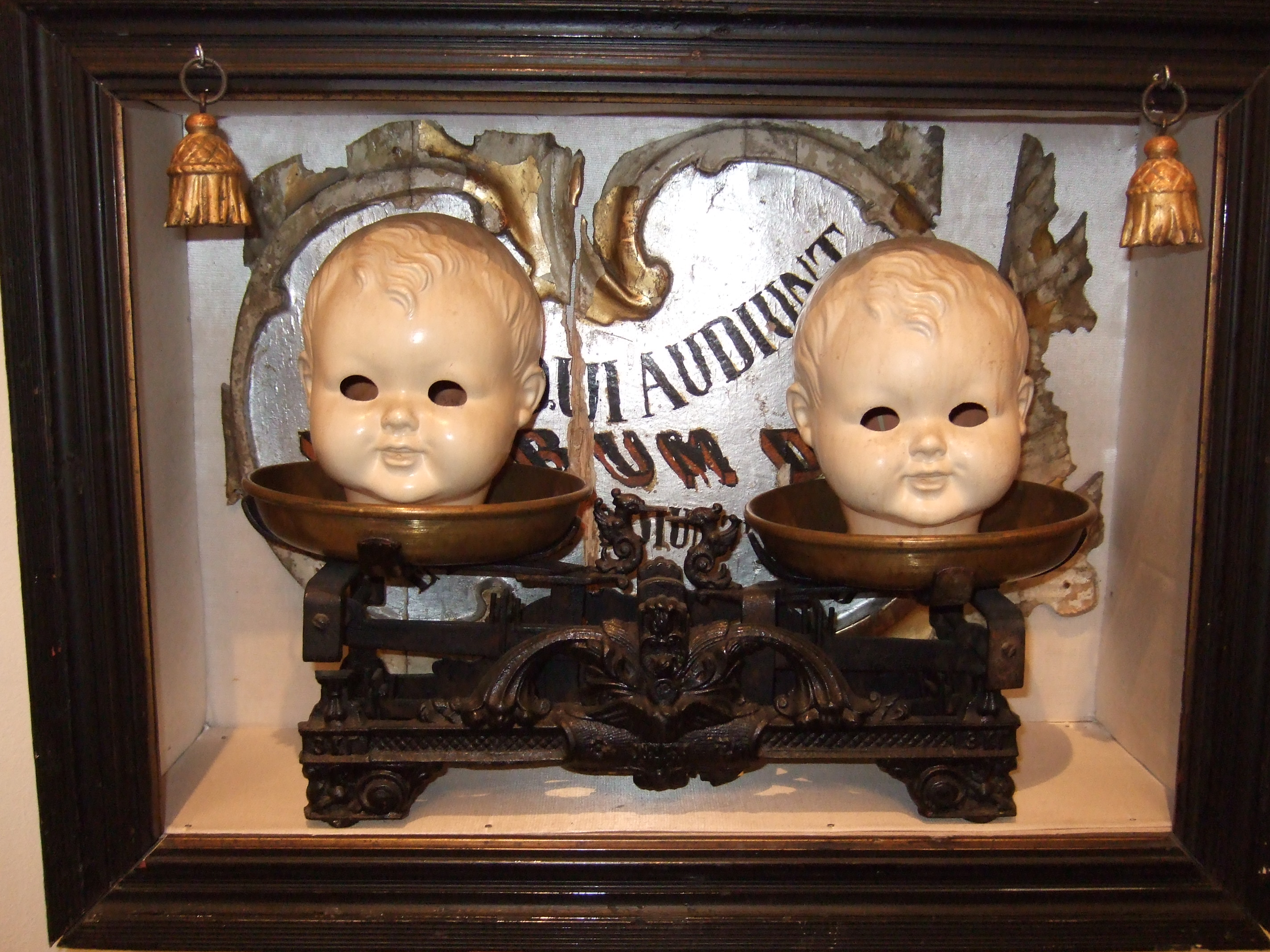
Инсталляции в Музее Параджанова (Ереван).
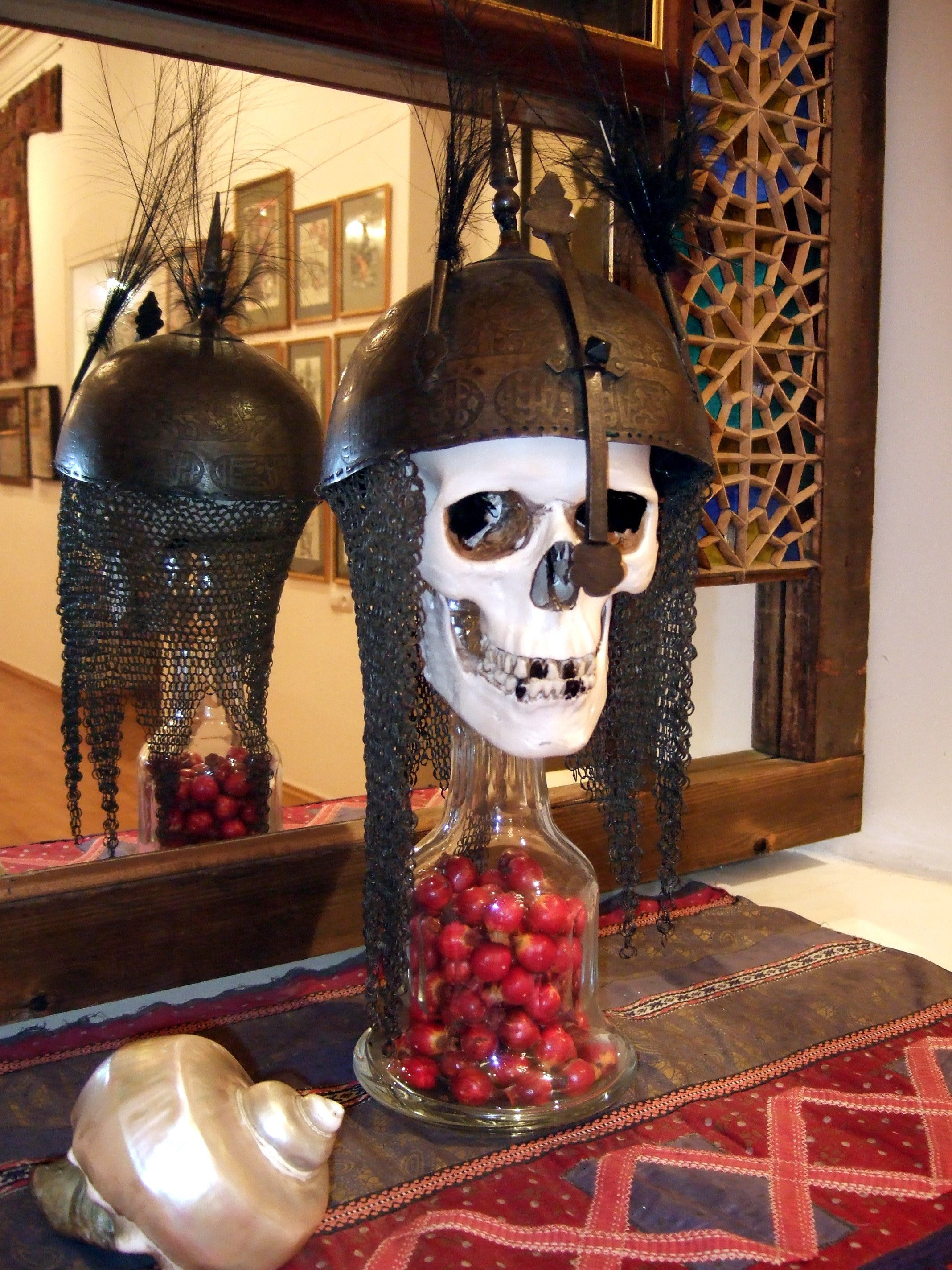

## Награды и премии
- Специальный приз жюри и приз критиков МКФ в Мар-дель-Плата (1965) — за фильм «Тени забытых предков»;
- Специальный приз МКФ в Салониках (1965) — за фильм «Тени забытых предков»;
- Кубок на Фестивале фестивалей в Риме (1965) — за фильм «Тени забытых предков»;
- Специальная премия жюри на Всесоюзном кинофестивале в Киеве (1966) — «за талантливый поиск и новаторство» в фильме «Тени забытых предков»;
- Специальный приз жюри МКФ в Трое (1986) — за фильм «Легенда о Сурамской крепости»;
- Приз за лучшую режиссуру на МКФ в Сиджесе (1986) — за фильм «Легенда о Сурамской крепости»;
- Приз жюри МКФ в Безансоне (1986) — за фильм «Легенда о Сурамской крепости»;
- Приз критиков МКФ в Сан-Паулу (1987) — за фильм «Легенда о Сурамской крепости»;
- Приз за лучший инновационный фильм МКФ в Роттердаме (1987) — за фильм «Легенда о Сурамской крепости»;
- Государственная премия Армянской ССР (1988) — за фильмы «Цвет граната» и «Акоп Овнатанян»;
- Специальный приз жюри МКФ в Стамбуле (1989) — за фильм «Ашик-Кериб»;
- Народный артист Украинской ССР (1990);
- Народный артист Армянской ССР (1990);
- Ника (1990 — посмертно) — за «Лучший игровой фильм», «Лучшая режиссёрская работа», «Лучшая работа художника» за фильм «Ашик-Кериб»;
- Премия имени Довженко СК и СП Украинской ССР (1990 — посмертно) — за литературный сценарий к фильму «Лебединое озеро. Зона»;
- Государственная премия Украинской ССР имени Т. Г. Шевченко (1991 — посмертно) — за фильм «Тени забытых предков»[42][43];
- Национальная легенда Украины (2024 — посмертно)[3].

Сергей Параджанов с фильмом «Ашик-Кериб» также номинировался в 1988 году на Премию Европейской киноакадемии, однако в итоге кинокартине достался приз «За художественное оформление». Часто сообщается, что в 1965 году за фильм «Тени забытых предков» режиссёр был награждён Британской киноакадемией, однако это не соответствует действительности.

## Оценки коллег и кинематографистов
В храме кино есть изображение, свет и реальность. Параджанов был мастером и хозяином этого храма.— Жан-Люк Годар

В СССР не запугать человека невозможно. Но Параджанова все же не запугали. Он, пожалуй, единственный в своей стране олицетворял афоризм: «Хочешь быть свободным — будь им»— Андрей Тарковский

Наверное, кроме языка кино, предложенного Гриффитом и Эйзенштейном, мировое кино ничего революционно нового не открыло до «Цвета граната» (Параджанова)— Михаил Вартанов

Вспомните первые фильмы Сергея Параджанова — кошмар и ужас, плохой советский кинематограф. А какие гениальные работы он потом снял!— Баадур Цуладзе

«Цвет граната» Параджанова, на мой взгляд, одного из самых лучших режиссеров современности, поражает совершенством красоты. Его вклад в мировое кино состоит прежде всего в том, что он создал уникальный кинематографический язык. Мир фильмов Параджанова — это волшебное сочетание цвета, пластики, музыки и слова. В кадрах его картин — энциклопедическое знание восточной культуры и искусства, буйство фантазии— Микеланджело Антониони
Белла Ахмадуллина назвала Параджанова «самым свободным человеком самой несвободной страны».
Творчеством Параджанова также восхищались Мартин Скорсезе, фонд которого отреставрировал фильм «Цвет Граната» и Фрэнсис Форд Коппола.

## Память
- 27 июня 1991 года в Ереване торжественно открыли Дом-музей Сергея Параджанова по адресу: улица Дзорагюх, 15/16. Позднее на его территории также был установлен памятник режиссёру. В музее хранятся многие вещи и работы Параджанова, переданные им туда в последние годы жизни.
- В сентябре 1992 года в Тбилиси на доме Параджанова (ул. Коте Месхи, 7[48]) была открыта мемориальная доска.
- В 1992 году у подъезда дома в Киеве, где жил и был арестован Параджанов (пр. Победы (бывш. бул. Шевченко), 1, кв. 54), была установлена мемориальная доска работы скульптора Николая Рапая.
- В июне 1997 года на территории киностудии имени Довженко (проспект Победы, 44) в присутствии президентов Армении и Украины был открыт памятник Параджанову[укр.] (автор скульптуры Б. Н. Мазур).
- В 2000 году в поселке Верховина в доме, где полтора года жил и работал над фильмом «Тени забытых предков» Параджанов, был открыт дом-музей истории создания фильма.
- 6 ноября 2004 года в старой части Тбилиси на улице Ватные ряды был открыт памятник Параджанову, созданный скульптором Важей Микаберидзе по мотивам фотографии «В полёте» Юрия Мечитова.

В 2010 году в Голливуде был основан Институт имени Сергея Параджанова и Михаила Вартанова (Parajanov-Vartanov Institute) для изучения их творчества

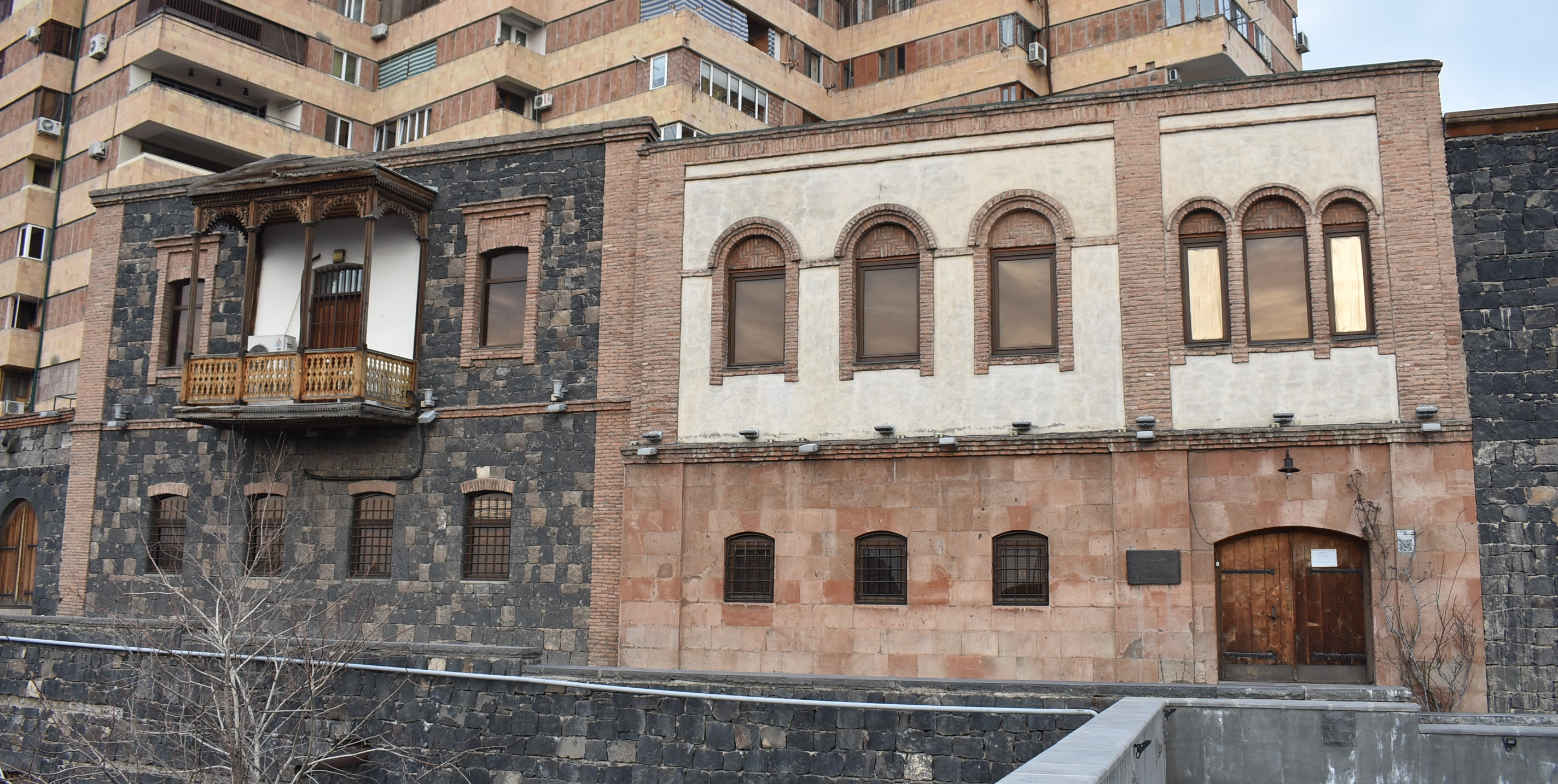
Дом-музей Сергея Параджанова в Ереване (фасад), фото 3 февраля 2018
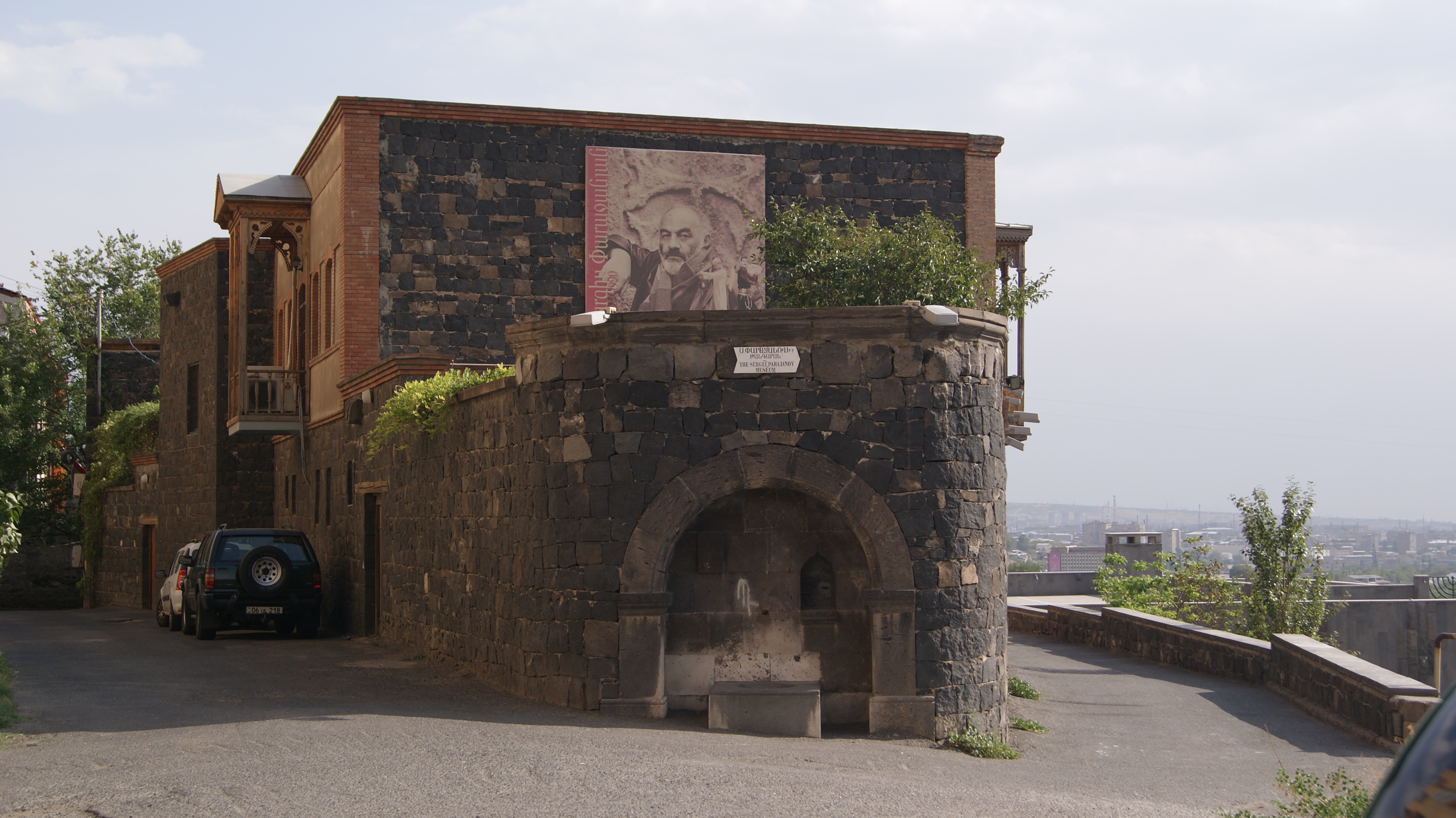
Дом-музей Сергея Параджанова в Ереване (торец), фото 26 сентября 2015
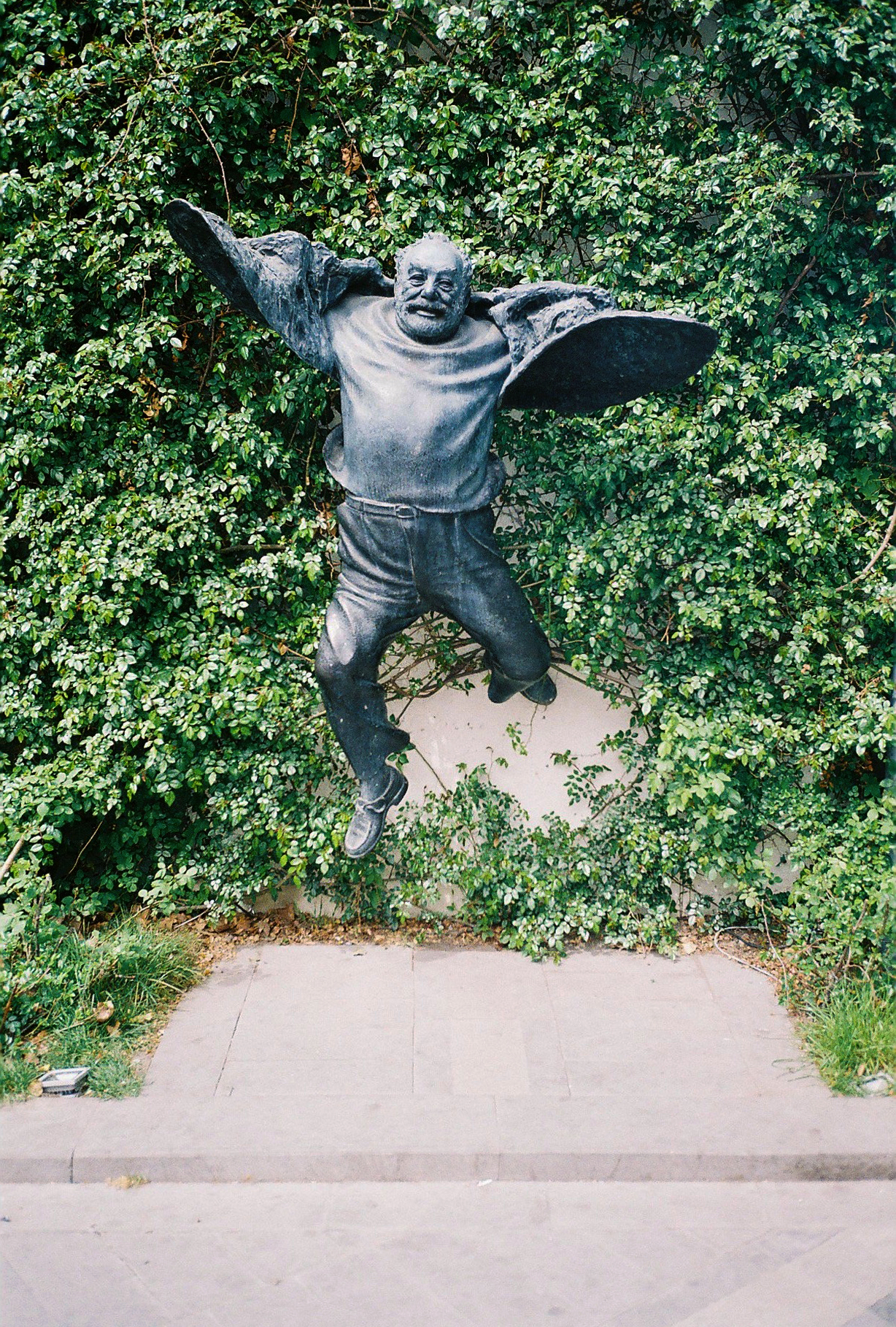
Памятник в Тбилиси (2004), скульптор Важа Микаберидзе по фото Юрия Мечитова
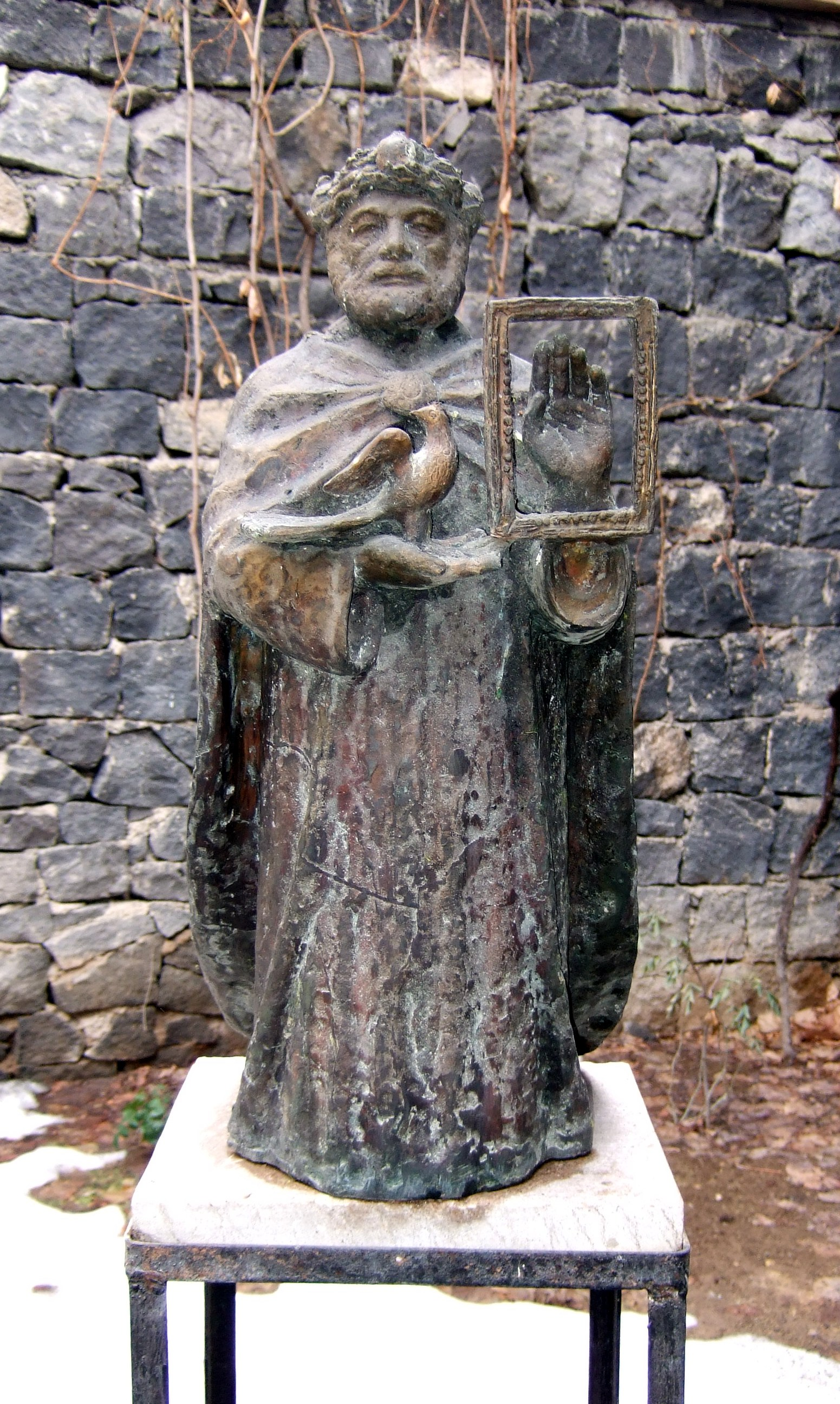
Скульптура в Ереване

- На Ереванском международном кинофестивале «Золотой абрикос» есть специальный приз «Талер Параджанова», представляющий собой серебряную медаль по образцу «талеров», создаваемых режиссёром во время заключения в тюрьме из фольги крышечек бутылок из под молока. Награда вручается за вклад в мировой кинематограф[50]. Подобную медаль Федерико Феллини и Тонино Гуэрра вручили режиссёру Г. Н. Данелии за фильм «Не горюй!»[51].
- Астероид 3963 был назван в честь Сергея Параджанова[52][53].
- В 1993 году во Львове впервые на Украине появилась улица Сергея Параджанова[54]. В 2016 году в рамках политики декоммунизации в честь режиссёра были переименованы улицы в Киеве[55], Виннице[56], Житомире[57], Краматорске[58], Кривом Роге, Херсоне, Днипре, Красноторке под Краматорском, в Братске в Николаевской области, а также в селе Рассошенцы под Полтавой.
- В честь 75-летия со дня рождения режиссёра ЮНЕСКО объявило 1999 год «годом Параджанова»[59].
- С 2016 года во Львове, в районе Левандовка, в культурно-художественном центре «Спутник» и в Левандовском парке проходит ежегодный «Фестиваль Параджанова»[60].
- В 2018 году в Ереване искусствоведами Вигеном Бархударяном и Вероникой Журавлёвой основано независимое творческое объединение Parajanov Art Laboratorium, занимающееся изучением, сохранением и популяризацией наследия Сергея Параджанова.

### В нумизматике и филателии
В 1999 году в честь 75-летия со дня рождения Сергея Параджанова на Украине и в Армении были выпущены памятные марки. В 2012 году Центробанк Армении выпустил памятную монету, посвящённую режиссёру (автор эскизов Урсула Валежак). В 2016 году в Армении были выпущены две почтовые марки, посвящённые дому-музею Параджанова (дизайнер Давит Довлатян).

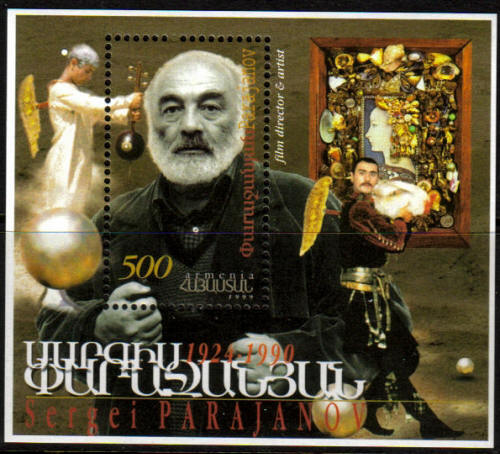
На почтовой марке (Армения, 1999 год).
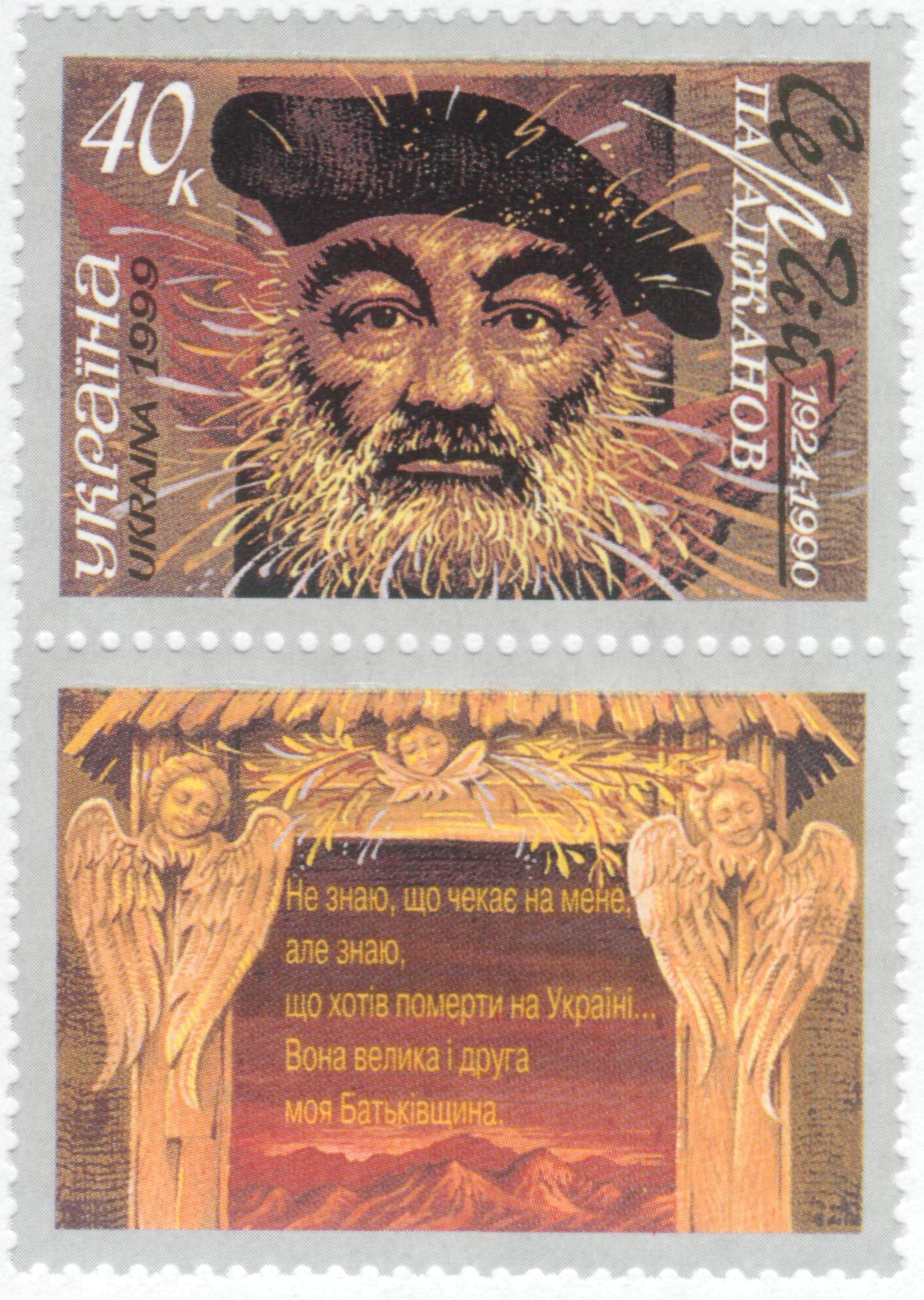
На почтовой марке (Украина, 1999 год).
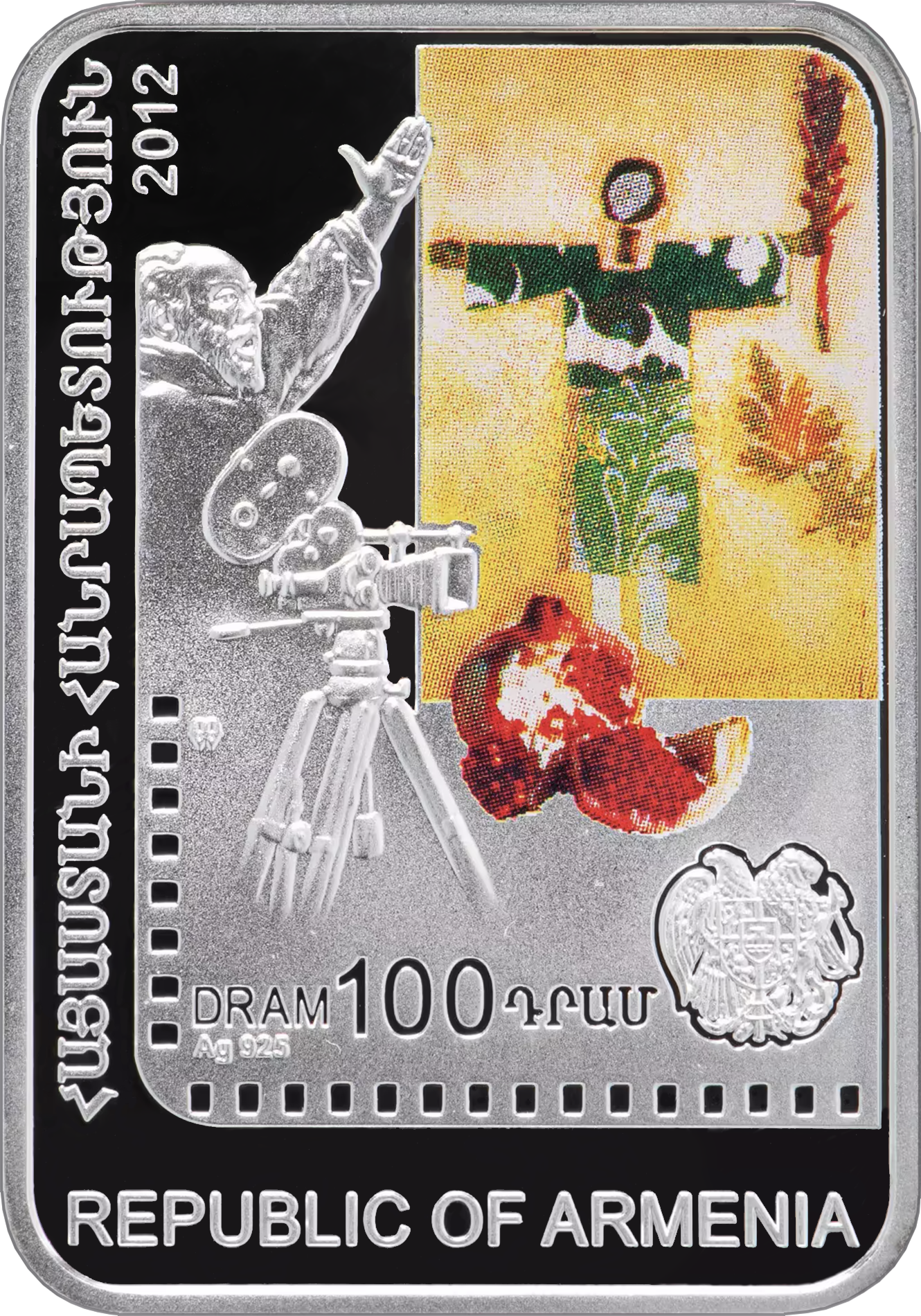
100 драм 2012 года (Армения), аверс.
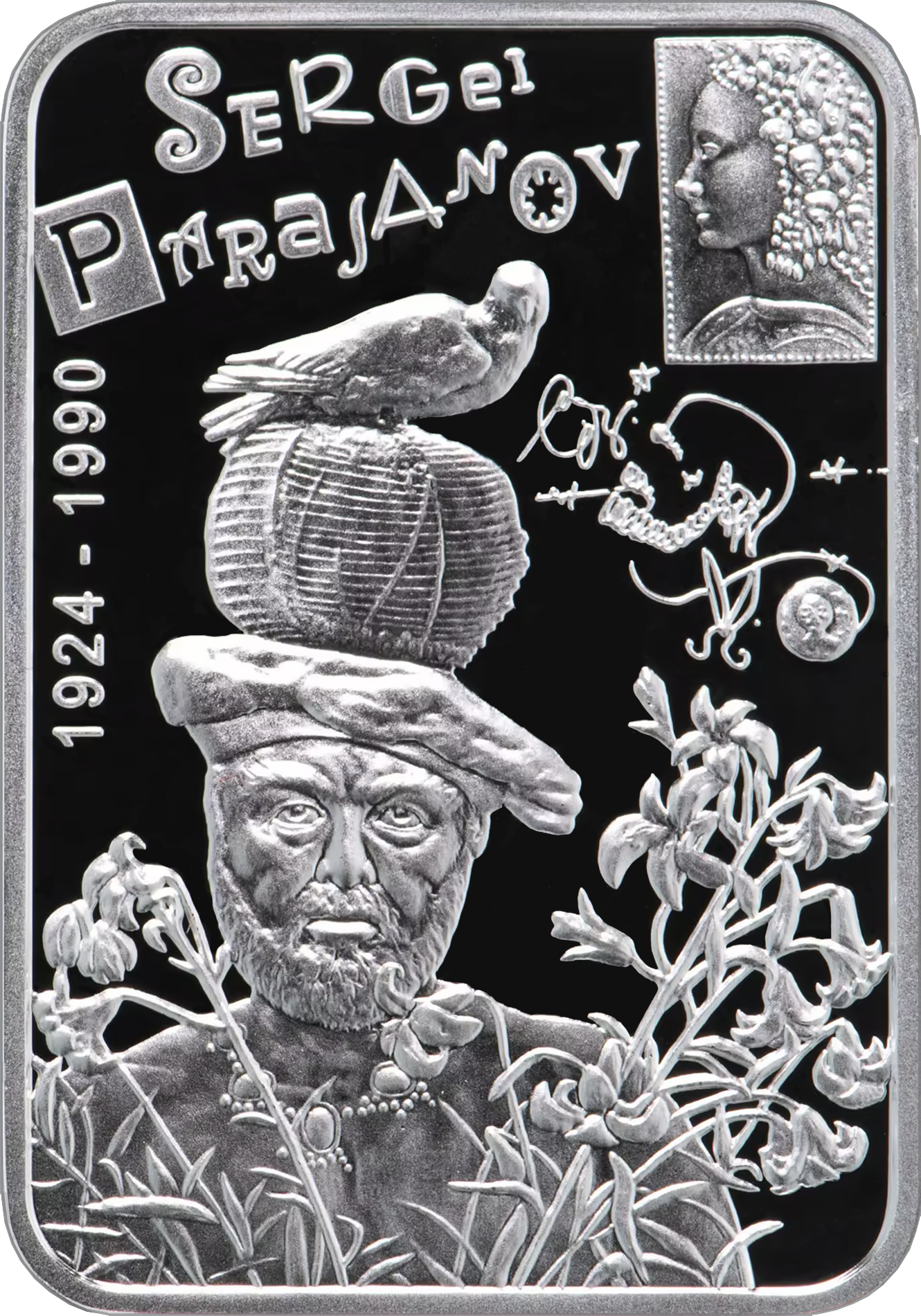
100 драм 2012 года (Армения), реверс.

### Фильмы
Сергею Параджанову посвящено множество документальных фильмов:
- режиссёр М. М. Вартанов снял документальные фильмы «Цвет армянской земли» (1969) «Параджанов: Последняя весна» (1992);
- «Сергей Параджанов» (1986, Франция), режиссёр Патрик Казальс;
- «Маэстро: Сергей Параджанов» (1989—1992), режиссёр А. Л. Кайдановский[62];
- «Параджанов — последние дни» (1990), режиссёр Л. Г. Мкртчян;
- «Театр Параджанова» (1990), режиссёр Евгений Татарец;
- «Sergei Parajanov, o exoristos» (1990, Греция), режиссёр Фотос Ламбринос;
- «Бобо» (1991), режиссёры Нарине Мкртчян и Арсен Азатян. В фильм включено несколько небольших сцен (около 8 минут) с собственным монтажом от неоконченного фильма «Исповедь». Удостоен наградами фестивалей неигрового кино «Россия—91», документального кино в Нионе (1991), МКФ в Берлине (1992);
- «Я снимаю гениальный фильм» (1991), режиссёр В. И. Луговской;
- «Параджанов. Реквием» (1994, США — Германия), режиссёр Рон Холлоуэй;
- «Параджанов. Последний коллаж» (1995), режиссёр Р. С. Геворкянц. Награждён специальным призом жюри кинофестиваля «Послание к человеку»;
- «Сергей Параджанов. Партитура Христа до мажор» (1996), режиссёр Ю. Г. Ильенко;
- «Кухня пристрастий» (1997), режиссёр А. М. Добровольский;
- «Ночь в музее Параджанова» (1998), режиссёр Р. Г. Балаян;
- Сергею Параджанову посвящён цикл фильмов кинорежиссёра Л. Г. Григоряна: «Я, Сергей Параджанов» («Кора-фильм», 2001), «Андрей и Сергей» (ГТРК «Культура», 2002 — о дружбе с А. А. Тарковским), «Орфей спускается в ад» («Кора-фильм», 2003), «Эрос и Танатос» («Кора-фильм», 2005), «Воспоминания о „Саят-Нове“» («Арменфильм», Армения — «Zjivago-Media», Италия, 2005). Эти фильмы впоследствии объединены в единый фильм «Код Параджанова»;
- «Я умер в детстве» (2004), режиссёр Г. Г. Параджанов. Награждён призом «за лучший неигровой фильм» кинофестиваля «Сталкер», призом кинофестиваля «Золотой абрикос»;
- «Опасно свободный человек» (2006), режиссёр Р. Н. Ширман;
- «Сергей Параджанов» из телецикла «Острова», (2014) режиссёр А. Н. Столяров;
- «Сетиментальное путешествие на Планету Параджанова», (2024) режиссёр Т. М. Томенко[63].

В 2013 году режиссёры Елена Фетисова и Серж Аведикян сняли художественный фильм «Параджанов», который получил ряд международных наград и был выдвинут на премию «Оскар».

## Комментарии
1. ↑  Согласно другим воспоминаниям, её звали Ничар Карымова[20]